# ファッションブランド一覧
世界のファッションブランド（服、靴、鞄、アクセサリー、時計）の一覧をアルファベット順に記述する。

## 数字,記号
- ±0 / プラスマイナスゼロ
- + KBF+ / ケービーエフプラス
- 0000 by n゜44 A.C.C. / ゼロゼロゼロゼロバイナンバー44エーシーシー
- 0044 paris / ゼロゼロヨンヨン・パリ
- 02DERIV. / ツーディライブ
- 0941 / オーナインフォーワン
- 1 to 10 people / ワントゥテンピープル
- 10Deep / テンディープ
- 15jyugo / ジューゴ
- 18th Amendment / エイティーンス・アメンドメント
- 1984 / ナインティーンエイティフォー
- 1LDK SELECT / ワンエルディーケー・セレクト
- 1 Percent / イチパーセント
- 20,000,000 fragments / トゥエンティーミリオンフラッグメンツ
- 21_21 DESIGN SIGHT / トゥーワン・トゥーワン・デザインサイト
- 23区 / ニジュウサンク
- 23区 GOLF / ニジュウサンク ゴルフ
- 23区 L / ニジュウサンク オオキイサイズ
- 23区 S / ニジュウサンク チイサイサイズ
- 23区 Vingt-trois arrondissement /  ニジュウサンク ヴァン トロワ ザロンディスマン
- 23区 Vingt-trois Flicka /  ニジュウサンク ヴァン トロワ フリッカ
- 291295=HOMME / ニーキュウイチニーキュウゴー・オム
- 2e/yuki.o / ニイーユキオー
- 2K by Gingham / ツー・ケイ・バイ・ギンガム
- 2plus-alpha / ツープラスアルファ
- 2-tacs / ツータックス
- 3.1 Phillip Lim / スリーワン・フィリップ・リム
- 31 Sons de mode / トランテアン ソン ドゥ モード
- 361°
- 3 Suisses / トロワシュイス
- 430 / フォーサーティ
- 4TH / フォース
- 501 / ゴーマルイチ
- 5&10CARTEL / ファイブアンドテンカルテル
- 5351 POUR LES FEMMES / ゴーサンゴーイチプーラファム
- 5351 POUR LES HOMMES / ゴーサンゴーイチプールオム
- 555SOUL / トリプルファイブソウル
- 55DSL / フィフティーファイブディーエスエル
- 57FAKE / フィフティセブンフェイク
- 666 / シックスシックスシックス
- 68&brothers / シックスティエイトアンドブラザーズ
- 76 / セブンティシックス
- 7 For All Mankind / セブンフォーオールマンカインド
- 7Union / セブンユニオン
- 8010GEKKO / 8010ゲッコー
- 81LDK / ハイエルディーケー
- 8iGHT / エイト
- +8PARIS ROCK / プラスエイトパリスロック
- 999.9 / フォーナインズ
- & by P&D / アンドバイピーアンドディー

## A
- A / エィス
- A BATHING APE / ア・ベイシング・エイプ
- ABAHOUSE / アバハウス
- Abahouse Devinette / アバハウス・ドゥヴィネット
- abbieannia / アビエニア
- Abercrombie & Fitch / アバクロンビーアンドフィッチ
- ABSTRISE / アブストライズ
- abx / エービーエックス
- ACAPULCO GOLD / アカプルコゴールド
- ACCENTUAL / アクセンチュアル
- ACNE / アクネ
- Acne Jeans / アクネジーンズ
- A.coba lt / アコバルト
- acoustic by RICO / アコースティック・バイ・リコ
- ACT / アクト
- A.D. / エーディー
- adabat / アダバット
- Adam et Ropé（Adam et Rope） / アダム・エ・ロペ
- ADAMITE / アダマイト
- Adam Kimmel / アダム・キメル
- adapt / アダプト
- a day in the life.  / ア・デイ・イン・ザ・ライフ
- ADD / アデデ
- ADDICT / アディクト
- ADDITION ADELAIDE / アディッション・アデライデ
- ADDICTIVE / アディクティブ
- Adia Kibur / アディア・キブラ
- adidas / アディダス
  - adidas originals / アディダスオリジナルス
  - ADIDAS×OKI-NI / アディダスオキニ
- ADIRA / アディラ
- Admiral / アドミラル
- Adolf / アドルフ
- ADORE / アドーア
- Advantage cycle / アドバンテージサイクル
- Aelfric eden
- AERONAUTICA MILITARE / アエロナウティカ・ミリターレ
- AEROPOSTALE / エアロポステール
- AFFA / エー・エフ・エフ・エー
- AFTERBASE / アフターベース
- A.F.VANDEVORST / エーエフヴァンデヴォルスト
- AG / エージー
  - AG by aquagirl / エージー バイ アクアガール
- A&G / エーアンドジー
- AGAINST MY KILLER / アゲインスト・マイ・キラー
- Agatha / アガタ
- AG−ed / エイジド
- AGENT KNOCK / エージェントノック
- agnès b.（agnes b.） / アニエス・ベー
  - agnès b. Voyage / アニエスベー ボヤージュ
- Agnona / アニオナ
- Agosto / アゴスト
  - AGOSTO KIDS / アゴスト・キッズ
  - AGOSTO SHOP / アゴスト・ショップ
  - AGOSTO WORKS / アゴスト・ワークス
- Agronatura / アグロナチュラ
- AGURI SAGIMORI / アグリ・サギモリ
- AHKAH / アーカー
- AIGLE / エーグル
- AIPA / アイパ
- AIRIPSUS / アイリプサス
- AIRWALK / エアウォーク
- AKADEMIKS / アカデミクス
- AKERICO / アケリコ
- AKM / アカミネ（エイケイエム）
- AKRIS / アクリス
- ALTER VENOMV / オルターベノム
- ALA / アラ
- Alain Silberstein / アラン・シルベスタイン
- Alan Journo / アラン・ヨウルノ
- ALAKAZAM! / アラカザム
- A. Lange & Söhne（A. Lange & Sohne） / ランゲ・アンド・ゾーネ
- alanmikli / アランミクリ
- ALASKAN GOOSE / アラスカングース
- ALBAROSA / アルバローザ
- ALBATROS / アルバトロス
- ALBERTA FERRETTI / アルベルタフェレッティ
- alcali / アルカリ
- ALDEN / オールデン
- ALDIES / アールディーズ
- ALDO / アルド
- Aleanto / アレアント
- ALEESI / アレッシー
- Alessandro Dell'Acqua / アレッサンドロ・デラクア
- AlexanderLeeChang / アレキサンダーリーチャン
- Alexander McQueen / アレキサンダー・マックイーン
- Alexander McQueen×PUMA / アレキサンダー・マックイーン×プーマ
- Alexander Wang / アレキサンダー・ワン
- ALEXANDRE DE PARIS / アレクサンドル・ドゥ・パリ
- Alexanders Collection / アレキサンダース・コレクション（ホーム ファッション）
- ALEX.B / アレックスビー
- alfredoBANNISTER / アルフレッド・バニスター
- alfredoBANNISTER IN / アルフレッドバニスターイン
- Alfred Sargent / アルフレッド・サージェント
- Algonquins / アルゴンキン
- ALIAS / エイリアス
- alice+olivia / アリス・オリビア
- aliceMcCALL / アリスマッコール
- ALICIA / アリシア
  - ALICIA apres jour / アリシア アプレジュール
  - ALICIA carnelian / アリシア カーネリアン
  - ALICIA LABORATORY WORK / アリシア ラボラトリーワーク
  - ALICIA more than words / アリシア モアザンワーズ
  - ALICIA mysty woman / アリシア ミスティウーマン
  - ALICIA PAGEBOY / アリシア ページボーイ
  - ALICIA vous meme / アリシア ヴ・メーム
- ALIEN WOOIN' / エイリアンウーウィン
- ALIFE / エーライフ
- ALIMA / アリマ
- Alive Athletics / アライブアスレティックス
- alksndlia / アレクサンドリア
- allegri / アレグリ
- ALL FOR ONE / オールフォーワン
- ALL GROWN UP BY BLONDY / オール・グロウン・アップ・バイ・ブロンディ
- All Saints / オールセインツ
- ALLY & DIA / アリーアンドダイア
- ALMIGHTY / オールマイティ
- ALMOND / アーモンド
- Alphabets alphabet / アルファベッツ アルファベット
- ALPHA INDUSTRIES / アルファ・インダストリーズ
- alphanumeric / アルファヌメリック
- Al Somers / アルソマーズ
- ALTAMONT / オルタモント
- ALTEA / アルテア
- alternative version WR / オルタナティブバージョンダブルアール
- Altuzarra / アルチュザラ
- AMACA / アマカ
- amadana / アマダナ
- (A) MAD T PARTY / マッドティーパーティ
- Amanda Wakeley / アマンダ・ウェイクリー
- ambiente / アンビエンテ
- AMBIGUOUS / アンビギュアス
- AMBUSH / アンブッシュ
- AMERICANA / アメリカーナ
- American Apparel / アメリカンアパレル
- AMERICAN EAGLE / アメリカン・イーグル
  - AMERICAN EAGLE OUTFITTERS / アメリカン・イーグル・アウトフィッターズ
- AMERICAN FLYER / アメリカン・フライヤー
- AMERICAN HOLIC / アメリカンホリック
- AMERICAN RAG CIE / アメリカンラグシー
- AMERICAN RETRO / アメリカンレトロ
- AMG-THE DARKEST NIG / エーエムジー ザ ダーケスト ニグ
- AMIMOC / アミモック
- AM NAPORI / エーエムナポリ
- AMOS / エイモス
- amp japan / アンプジャパン
- AM purple / エーエムパープル
- anachronorm / アナクロノーム
- Analog Clothing / アナログ・クロージング
- analog lighting / アナログライティング
- ANAP / アナップ
- ANARCHIC ADJUSTMENT / アナーキック アジャストメント
- anatelier / アナトリエ
- ANAYI / アナイ
- And A / アンドエー
- ANDANTE / アンダンテ
- Andemiu / アンデミュウ
- ...and Meat. / アンドミート
- and N / アンドエヌ
- Andrea Rossi / アンドレア・ロッシ
- Andrew GN / アンドリュー・ゲン
- ANDREW MACKENZIE / アンドリューマッケンジー
- ANDROID / アンドロイド
- ANDSUNS / アンドサンズ
- Andy Warhol / アンディウォーホル
- Andy Warhol by HYSTERIC GLAMOUR / アンディーウォーホルバイヒステリックグラマー
- Angel Jackson / エンジェルジャクソン
- ANGELO GARBASUS / アンジェロ・ガルバス
- ANGELO JOURNEY / アンジェロ・ジャーニー
- ANGELUS / アンジェラス
- anglasad MAMORU SHIMIZU / アングラサッドマモルシミズ
- ANGLOBAL SHOP / アングローバルショップ
- aniary / アニアリ
- ANN9 / アンナイン
- Anna Fidanza / アンナ・フィダンツァ
- annak / アナック
- ANNA MATUOZZO / アンナ・マトッツォ
- ANNA MOLINARI / アンナ・モリナーリ
- Anna Sui / アナスイ
- Ann Demeulemeester / アン・ドゥムルメステール
- ANNE KLEIN NEW YORK / アンクライン・ニューヨーク
- ANNE VALERIE HASH / アン・ヴァレリー・アッシュ
- ANNHAGEN / アンハーゲン
- ANN-SOFIE BACK/BACK / アンソフィーバックバック
- ANOKHA / アノーカ
- Another Edition / アナザーエディション
- ANOTHER HEAVEN / アナザーヘブン
- ANREALAGE / アンリアレイジ
- ANTEPRIMA / アンテプリマ
- Antgauge / アントゲージ
- ANTI / アンチ
- Anti Class / アンチクラス
- ANTIHERO / アンチヒーロー
- Antik batik / アンティックバティック
- ANTIK DENIM / アンティークデニム
- antiqua / アンティカ
- antoine DOM / アントゥアン・ドム
- ANTONIO BERARDI / アントニオベラルディ
- ANTONIO MARRAS / アントニオ・マラス
- ANTONIO MURPHY & ASTRO / アントニオ　マーフィーアンドアストロ
- a nun / アヌン
- ANYA HINDMARCH / アニヤハインドマーチ
- any FAM / エニィファム
- any SiS / エニィスィス
- aNYthing / エニシング
- aoki yuri / アオキ・ユリ
- aor / エーオーアール
- apart by lowrys / アパートバイローリーズ
- A.P.C. / アー・ペー・セー
- APPLEBUM / アップルバム
- apres jour mignon / アプレジュールミニョン
- April77 / エイプリルセブンティセブン
- Apuweiser-riche / アプワイザーリッシェ
- aquagirl / アクアガール
- Aquilano.Rimondi / アクイラーノリモンディ
- AQUA SCUTUM / アクアスキュータム
- Aquweiser-riche / アプワイザーリシェ
- araisara / アライサラ
- archi / アーキ
- Archive / アーカイブ
- Argent Gleam / アージェントグリーム
- AriaCompany / アリアカンパニー
- ARIES / アリーズ
- ARMANI / アルマーニ
  - ARMANI COLLEZIONI / アルマーニ・コレッツォーニ
  - ARMANI EXCHANGE / アルマーニ・エクスチェンジ
  - ARMANI JEANS / アルマーニジーンズ
- ARMED / アームド
- ARMEN / アーメン
- Armorlux / アルモーリュックス
- ARMTH SELECT / アームスセレクト
- Arnold Palmer / アーノルドパーマー
- ART BROWN / アートブラウン
- Arte Soie / アルテ ソア
  - Arte Soie Lux / アルテソワリュクス
- ARTI CHAUT / アーティショ
- ARTINERO / アルティネロ
- ARTIOLI / アルティオリ
- ARTISAN / アルチザン
- ART VINTAGE / アートヴィンテージ
- Artyz / アーティズ
- Ashberry / アッシュベリー
- ASH & DIAMONDS / アッシュアンドダイアモンド
- asics / アシックス
- A.S.Manhattaner's / エーエスマンハッタナーズ
- Asphaltgold
- AS KNOW AS / アズノウアズ
  - AS KNOW AS PINKY / アズノゥアズ ピンキー
  - AS KNOW AS DE BASE / アズノゥアズドゥバズ

- Asos.com / エイソスドットコム
- ASSASSN / アサシン
- ASVENUS / アズヴィーナス
- A/T / エーティー
- Atease / アティース
- ATELIER SAB / アトリエサブ
- ATELIER SAB MEN (A.S.M) / アトリエサブメン（エイ・エス・エム）
- a.testoni / アテストーニ
- atmos / アトモス
- atmos girls / アトモスガールズ
- ATMOSPHERE / アトモスフィア
- ato / アトウ
- ATSURO TAYAMA / アツロウタヤマ
- ATTACHMENT / アタッチメント
- AUBERCY / オーベルシー
- AUDEMARS PIGUET / オーデマ・ピゲ
- audrey and john wad / オードリーアンドジョンワッド
- AUGUST / オーガスト
- AULA AILA / アウラ アイラ
- Auntie Rosa / アンティローザ
  - Auntie Rosa Holiday / アンティローザホリデー
- AURORA GRAN / オーロラグラン
- AUTHENTIC SHOE&Co. / オーセンティックシューアンドコー
- AUTOcIDEr / オートサイダー
- Auto Meter / オートメーター
- AUTOUR DU MONDE / オトゥール デュ モンド
- AVAN LILY / アヴァンリリィ
- AVIREX / アヴィレックス
- Avoid / アヴォイド
- AVRIL GAU / アヴリルガウ
- a.v.v / アー・ヴェ・ヴェ
  - a.v.v standard / アー・ヴェ・ヴェスタンダード
  - a.v.v michiel klein paris / アー・ヴェ・ヴェ ミッシェル・クラン パリス
- A.W.A / エーダブルエー
- AXARA / アクサラ
- Axel arigato
- axes femme｜アクシーズファム
- Ayame / アヤメ
- AYUITE / アユイテ
- AZUL by moussy / アズールバイマウジー
  - AZUL basic / アズールベーシック
- AZZURE / アズール
- A.Y. Not Dead / エーワイノットデッド
- Azzedine Alaïa / アズディンアライア

## B
- BAADER CORP BY: PATRIK RZEPSKI / パトリックルツェプスキーバイバダーコープ
- BAGIR / バギール
- Baby! / ベイビー
- Baby-G / ベイビージー
- BABYDOLL / ベビードール
- babyGap / ベビーギャップ
- BABYLONE / バビロン
- BABYNAIL / ベイビーネイル
- Baby Phat / ベビーファット
- BACKBONE / バックボーン
- BACK BONE THE BASIS / バックボーンザベイシス
- Back Channel / バックチャンネル
- BACKDROP / バックドロップ
- BACK NUMBER / バックナンバー
- BADBOY / バッドボーイ
- bajra / バジュラ
- BAKANAL / バカナル
- BAKURETU-RANMAN-MUSUME（B-R-M）（爆烈爛漫娘） / バクレツランマンムスメ
- bal / バル
- balanceweardesign / バランスウェアデザイン
- Balcony / バルコニー
- Balcony and Bed / バルコニー・アンド・ベッド
- BALENCIAGA / バレンシアガ
- BALENCIAGA BAG / バレンシアガ・バッグ
- BALL / ボール
- BALLANTYNE CASHMERE / バランタインカシミヤ
- BALLSEY / ボールジィ
- BALLY / バリー
- BALMAIN / バルマン
- banal chic bizarre / バナル・シック・ビザール
- BANANA FISH / バナナフィッシュ
- Banana Republic / バナナ・リパブリック
- BAND OF OUTSIDERS / バンド・オブ・アウトサイダーズ
- BANKROBBER / バンクロバー
- Banner Barrett / バナーバレット
- BANSHEE / バンシー
- BARACUTA / バラクータ
- Barassi / バラシ（バラシー）
- BARBA / バルバ
- Barbarian / バーバリアン
- BARBIE / バービー
- BARBO / バルボ
- Barbour / バーブァー
- BARENA / バレナ
- Barker Black / バーカーブラック
- BARK TANNAGE / バークタンネイジ
- BARNEY BOOTS / バーニーブーツ
- BARNYARDSTORM / バンヤードストーム
- BARONIO / バローニオ
- barouche / バルーシュ
- Barrault / バロー
- Barrels / バレルズ
- BARRET / バレット
- ba(S)2lope / ベースロープ
- BASECONTROL / ベースコントロール
- BASISBROEK / バージスブルック
- BASSETT WALKER / バセットウォーカー
- BATTLE DRESS UNIFORM / バトルドレスユニフォーム
- BAUME et MERCIER (BAUME & MERCIER) / ボーム　エ　メルシエ
- BAUM UND PFERDGARTEN / バウムウンドヘルガーデン
- Baxter of California / バクスター オブ カリフォルニア
- BAYFLOW / ベイフロー
- BBC / ビービーシー
- BBCO / ビビコ
  - BBCO COLLECTION / ビビココレクション
  - BBCO BASIC / ビビコベーシック
- BBP / ビービーピー
- BCBG MAXAZRIA / ビーシービージーマックスアズリア
- BC GAME / ビーシーゲーム
- BEAMS / ビームス
  - BEAMS BOY / ビームスボーイ
  - BEAMS F / ビームスエフ
  - BEAMS HEART / ビームス ハート
  - BEAMS Lights / ビームスライツ
  - BEAMS PLUS / ビームスプラス
  - BEAMS T / ビームスティー
- Bear USA / ベアー
- Beaure / ビューレ
- beautiful people / ビューティフルピープル
- beauty:beast / ビューティビースト
- BEAUTY & YOUTH UNITED ARROWS / ビューティーアンドユースユナイテッドアローズ
- Bebe / ベベ
- bedsidedrama / ベットサイドドラマ
- BEDWIN / ベドウィン
- Bee des Bee / ビーデスビー
- begxist / ベグジット
- beik / ベイク
- BEJEWELED / ビジュエル
- Bellcampus
- Bell & Ross / ベルアンドロス
- be love by DRWCYS / ビー ラブ バイ ドロシーズ
- BELSTAFF / ベルスタッフ
- BEMERS / ベーメルス
- Bench / ベンチ
- BEN DAVIS / ベンデイビス
- BEN DAVIS PROJECT LINE / ベンデイビスプロジェクトライン
- BEN DAVIS WHITE LABEL / ベンデイビス ホワイトラベル
- Benefit / ベネフィット
- BENETTON (UNITED COLORS OF BENETTON) / ベネトン
- BENICOTOY / ベニコ・トイ
- Ben Sherman / ベンシャーマン
- Ben Sherman×ELIMINATOR / ベンシャーマン×エリミネイター
- Bennu / ベヌウ
- BEN THE RODEO TAILOR / ベン・ザ・ロデオ・テーラー
- Be Positive / ビーポジティブ
- Berluti / ベルルッティ
- BERNHARD WILLHELM / ベルンハルト・ウィルヘルム
- Bertini / ヴェルティニ
- Betsey Johnson / ベッツィージョンソン
- Betty Barclay / ベティーバークレー
- Betty Smith / ベティスミス
- Bianca's closet / ビアンカズ・クローゼット
- BIANNA / ビアンナ
- BIAS / バイアス
- BI COASTAL / バイコースタル
- BIGBLACKMARIA / ビッグブラックマリア
- bigapple / ビッグアップル
- BIG JOHN / ビッグジョン
- BIGLIDUE / ビリドゥーエ
- BIGSTAR / ビッグスター
- Bijou R.I / ビジュー・アール・アイ
- BIKKEMBERGS / ビッケンバーグ
- Bilitis dix-sept ans / ビリティス・ディ・セッタン
- Billionaire Boys Club / ビリオネアボーイズクラブ
- BILLABONG / ビラボン
- BILL WALL LEATHER / ビルウォールレザー
- BIRKENSTOK / ビルケンシュトック
- Birdz Eyewear
- Bisou-Bisou / ビスビス
- BEVERLY HILLS POLO CLUB（BHPC） / ビバリーヒルズ・ポロクラブ
- BIVOAC / ビバーク
- BLAAK / ブラック
- BLACKBARRETT by NEIL BARRETT / ブラックバレット・バイ・ニール・バレット
- BLACK by moussy / ブラック・バイ・マウジー
- BLACK CARD / ブラックカード
- BLACK COMME des GARÇONS（BLACK COMME des GARCONS） / ブラック・コム・デ・ギャルソン
- blacker BY steven alan / ブラッカー・バイ・スティーブン・アラン
- BLACK FLEECE / ブラックフリース
- BLACK FLYS / ブラックフライズ
- BLACK GOLD / ブラックゴールド
- BLACK PEACE NOW / ブラックピースナウ
- BLACK PIA / ブラックピア
- BLACK RING / ブラックリング
- BLACKTOP Kustoms / ブラックトップカスタムズ
- blanc basque / ブランクバスク（ブランバスク）
- BLANCPAIN / ブランパン
- BLANK / ブランク
- BLESS / ブレス
- Bliss / ブリス
- BLONDE CIGARETTES / ブロンドシガレッツ
- blondy / ブロンディー
- BLOSSOM DAYS / ブロッサムデイズ
- BLOOD MESSAGE / ブラッドメッセージ
- BLOOD MONEY TOKYO / ブラッドマネートーキョー
- BLUE BLUE / ブルーブルー
- BLEU BLEUET / ブルーブルーエ
- Blur cure macacin / ブラー・キュア・マカシン
- BLUE FLAMES / ブルーフレイムス
- BLUE MARLIN / ブルーマーリン
- BLUE WAY / ブルーウェイ
- BLUGIRL / ブルーガール
- B:MING by BEAMS / ビーミング by ビームス
- bobo chose / ボボ・チョース
- BODY DRESSING / ボディドレッシング
- BODY GLOVE / ボディーグローブ
- Boemos / ボエモス
- boessert schorn / ボエッサートショルン
- Bohemians / ボヘミアンズ
- BOISNONVERNI / ボイスノンヴァーニ
- BOLLINI / ボリーニ
- bombonera / ボンボネーラ
- Bon mercerie / ボン メルスリー
- bonboog / ボンブーグ
- bonica / ボニカ
- bonjour records / ボンジュールレコーズ
- BONORA / ボノーラ
- BOUCHERON / ブシュロン
- BOUNTY HUNTER / バウンティハンター
- Boohoomen
- BOOTLEGBOOTH / ブートレグブース
- bortsprungt. / ボシュプルメット
- BOSCH / ボッシュ
- botanika / ボタニカ
- botkier / ボトキエ
- BOTTEGA VENETA / ボッテガ・ヴェネタ
- Boudicca / ボウディカ
- Bouvardia / ブバルディア
- BOXFRESH / ボックスフレッシュ
- BOYCOTT / ボイコット
- B.Q.E. / ビーキューイー
- bpr BEAMS / ビーピーアールビームス
- BRACTMENT / ブラクトメント
- Bracarlijoyas
- Brahmin / ブラーミン
- BRAIN STORM / ブレインストーム
- BRAITONE / ブライトン
- BRAPPERS / ブラッパーズ
- breakfast / ブレックファスト
- BREATH / ブレス
- BREE / ブリー
- Breguet / ブレゲ
- BREITLING / ブライトリング
- BREUR / ブリューアー
- Brickstone / ブリックストーン
- BRIEFING / ブリーフィング
- BRIGITTE / ブリジット
- BRING LEADS / ブリングリーズ
- BRING ON THE NOISE / ブリングオンザノイズ
- BRTHBREATH / ブレス
- Broderie & Co / ブロードゥリー&コー
- Brontibay Paris / ブロンティベイ・パリス
- BROOKLYN INDUSTRIES / ブルックリン・インダストリーズ
- Brooklyn Mint / ブルックリンミント
- Brooks Brothers (The) / ブルックスブラザース
  - Brooks Brothers Red Fleece / ブルックス ブラザーズ レッド フリース
- BROTHERHOOD / ブラザーフッド
- BROWN BUNNY / ブラウンバニー
- Brownie / ブラウニー
- BROWNY / ブラウニー
- BRUNABOINNE / ブルーナボイン
- BRUNELLO CUCINELLI / ブルネロクチネリ
- BUDDHIST PUNK / ブディスト・パンク
- Buddy Lee / バディー・リー
- BUGS & GARDENER / バグスアンドガーデナー
- bulledesavon / ビュルデサボン
- Bulova / ブローバ
- BUONA GIORNATA / ボナジョルナータ
- Burberry / バーバリー
  - Burberry BLACK LABEL / バーバリー・ブラックレーベル
  - Burberry BLUE LABEL / バーバリー・ブルーレーベル
  - Burberry London / バーバリー・ロンドン
  - Burberry Prorsum / バーバリー・プローサム
- Burglar / バーグラー
- Burner / バーナー
- BURTON / バートン
- BURTON idiom / バートンイディオム
- BUTTERO / ブッテロ
- buttergoods
- Buzz Rickson's / バズ・リクソンズ
- B.V.D / ビーブイディー
- BVLGARI / ブルガリ
- B'witch / ビーウィッチ
- BYBLOS / ビブロス
- by Tass Standard / バイ・タス・スタンダード

## C
- C1RCA / サーカ
- C17 / シーセブンティーン

- CA4LA / カシラ
- CABANE de ZUCCa / カバン・ド・ズッカ
- CAROLINA GLASER / カロリナ・グレイサー
- CACHAREL / キャシャレル
- CACTUS / カクタス
- CADUNÉ / カデュネ
- Cages / ゲージ
- CALEE / キャリー
- Callaway / キャロウェイ
- callous / キャラス
- CALTOP / カルトップ
- Calvin Klein / カルバン・クライン
  - ck Calvin Klein / シーケーカルバンクライン
- Camaieu / カマイウ
- Cambio / カンビオ
- CAMICIANISTA / カミチャニスタ
- CAMIERA / カミエラ
- Camoshita UNITED ARROWS / カモシタ ユナイテッドアローズ
- CAMPANILE / カンパニーレ
- CAMPO MAGGI / カンポマッジ
- candle june / キャンドルジュン
- Candle Studio MAGIERA / マギエラ
- Candy Stripper / キャンディストリッパー
- Canton / キャントン
- cantwo / キャンツー
- CANVAS MERGE / キャンバスマージ
- CAP BITE×LWT EXCLUSIVE / キャップバイト
- Captain Santa / キャプテンサンタ
- CAPSEL / カプセル
- Captain Santa / キャプテンサンタ
- Carat / キャラット
- CARBURETOR & CO / キャブレターアンドコー
- CareBears / ケアベア
- Carhartt / カーハート
- carlife / カーライフ
- CARA O CRUZ / キャラ・オ・クルス
- Cartier / カルティエ
- Carol Christian Poell / キャロル・クリスチャン・ポエル
- CARRANO / カラーノ
- CARRÉMENT BEAU / キャレマン ボー
- CARTRIDGE CASE / カートリッジ・ケース
  - CARTRIDGE CASE222 / カートリッジ・ケイス
- Casablanca brand
- CASIO / カシオ
- CASTELBAJAC / カステルバジャック
- CASUCCI / カスッチ
- catene / カテネ
- Caterina Lucchi / カテリーナ・ルッキ
- Cath Kidston / キャスキッドソン
- CAUSE / コーズ
- CAV-000 / キャブゼロゼロゼロ
- CAZAL / カザール
- C.B.ANEW / シービーアニュー
- C.C.CROSS / シーシークロス
- CCM / シーシーエム
- C DIEM / カルペディエム
- CEBO / セボ
- CECIL McBEE / セシルマクビー
- Céline / セリーヌ
- Celt and Cobra / ケルトアンド・コブラ
- Censored Sentient / センサード・センティエント
- cepo / セポ
- ceresa / チェレーザ
- Cerruti / セルッティ
- CERTINA / サーチナ
- C'est ChiC'a / セシカ
- CHA CHA'S HOUSE OF ILL REPUTE / チャチャズ・ハウス・オブ・イル・リピュート
- Chaika（чайка） / チャイカ
- chambre de nimes / シャンブル ド ニーム
- Champion / チャンピオン
- CHANEL / シャネル
- CHANGES / チェンジズ
- CHAN LUU / チャンルー
- CHAPTER SELECT / チャプターセレクト
- Charles Anastase / シャルル・アナスタス
- Charles Garnier / シャルル・ガルニエ
- Charles Jourdan / シャルル・ジョルダン
- Charlotte Olympia / シャルロット　オリンピア
- CHARMCULT / チャームカルト
- Charmer / シャルメ
- CHAT CHAT / チャットチャット
- CHAUMET / ショーメ
- CHEANEY / チーニー
- CHEAP MONDAY / チープマンデー
- cheez / チーズ
- Chelom / シェロム
- CHELSEAGARB / チェルシーガーヴ
- Cher / シェル
- CHERIE / シェリー
- CHIC MANN / チックマン
- Chico / チコ
- CHIE MIHARA / チエミハラ
- CHIL DERIC / キルデリク
- CHILDHOOD / チャイルドフッド
- CHIP AND PEPPER / チップアンドペッパー
- CHIPPEWA / チペワ
- CHIYUKI / チユキ
- Chloé / クロエ
- CHOCOHOLIC / チョコホリック
- Chocolate (Argentina) / チョコラテ（チョコラテ アルヘンティナ）
- chocol raffine robe / ショコラフィネ ローブ
- Chopard / ショパール
- Chrissie Morris / クリッシーモリス
- Christian Dior / クリスチャン・ディオール
- Christian Lacroix / クリスチャン・ラクロワ
- Christian Louboutin / クリスチャン・ルブタン
- CHRISTIAN ORANI / クリスチャン オラーニ
- CHRISTIAN PEAU / クリスチャン・ポー
- christian roth / クリスチャン・ロス
- CHRISTINA ROHDE / クリスティーナ・ローデ
- CHRISTOPHE LEMAIRE / クリストフ・ルメール
- Christpher Stivo / クリストファー・スティーボ
- CHROME HEARTS / クロムハーツ
- CHRONICLES OF NEVER / クロニクルズ・オブ・ネバー
- CHRONOSWISS / クロノスイス
- Chums / チャムス
- Church's / チャーチ
- Ciaopanic / チャオパニック
- CIBONE / シボネ
- CICATA / シカタ
- Cimarron / シマロン
- CIMIER / シミエール
- ciname. / チナム
- CIPHER / サイファー
- CIRCA / サーカ
- CIRCUM / サーカム
- CIQUETO VENCE EXCHANGE / チキュート ヴァンス エクスチェンジ
- circus / サーカス
- CITIZEN / シチズン
- Citizens of Humanity / シティズンスオブヒューマニティ
- CITY LAB / シティーラブ
- ciu ciu / チュウチュ
- CIXEUR / シクサー
- CLAN / クラン
- Clara B. / クララビー
- Clarendon / クラレンドン
- Clarks / クラークス
- clasky / クラスキー
- Classico / クラシコ
- CLASSIC / クラシック
- CLATHAS / クレイサス
- Claude Montana / クロード・モンタナ
- clearimpression musee / クリアインプレッション ミュゼ
- cledevers / クレデヴェール
- CLEF DE SOL / クレドソル
- clette / クレット
- CLEMENTS RIBEIRO / クレメンツ・リベイロ
- Clic Clac / クリクラ
- CLIXION / クリクション
- CLOAK / クローク
- CLOCK CHANNEL / クロックチャンネル
- Clone / クローン
- CLUBKING / クラブキング
- CLUCT / クラクト
- CN / シーエヌ
- COACH / コーチ
- COALBLACK / コールブラック
- Coco / ココ
- COCOA'77 / ココアセブンティセブン
- Coco Deal / ココディール
- COCOLULU / ココルル
- Cocomma / ココマ
- COCOSHNIK / ココシュニック
- COCUE / コキュ
- coen / コーエン
- coeur / クール
- coeur ripe / クールライプ
- COGU / コグ
- Coigirlmagic / コイガールマジック
- COINONIA / コイノニア
- cokitica / コキチカ
- Coldwave / コールドウェーブ
- collection PRIVEE? / コレクションプリヴェ
- COLLECTORS CLUB / コレクターズクラブ
- Columbia / コロンビア
- COMME ÇA DU MODE / コムサ・デ・モード
  - COMME ÇA COLLECTION / コムサ・コレクション
  - COMME ÇA DU MODE MEN / コムサ・デ・モード・メン
  - COMME ÇA ISM / コムサイズム
  - COMME ÇA ISM BY FIVE FOXes / コムサイズム バイ ファイブフォックス
  - COMME ÇA MEN / コムサ・メン
- COMME des GARÇONS / コム・デ・ギャルソン
  - COMME des GARÇONS COMME des GARÇONS / コム・デ・ギャルソン・コム・デ・ギャルソン
  - COMME des GARÇONS HOMME DEUX / コム・デ・ギャルソン・オム・ドゥ
  - COMME des GARÇONS HOMME / コム・デ・ギャルソン・オム
  - COMME des GARÇONS HOMME PLUS / コム・デ・ギャルソン・オム・プリュス
  - COMME des GARÇONS noir / コム・デ・ギャルソン・ノワール
- COMMON PROJECTS / コモンプロジェクト
- COMMUNITY / コミュニティ
- COMMUUN / コムーン
- COMPLETEFINESSE / コンプリートフィネス
- Complot / コンプロ
- COMPOSITION FIVE / コンポジション・ファイブ
- Comptoir des cotonniers / コントワー・デ・コトニエ
- connect / コネクト
- CONNECTERS / コネクターズ
- CONQUEST / コンクエスト
- CONVERSE / コンバース
- COOKIE FORTUNE / クッキー・フォーチュン
- COOTIE / クーティー
- co-quina / コキナ
- Coquin-Coquine / コカンコキーヌ
- corazon del alma / コラゾン・デル・アルマ
- CORDIER / コルディア
- corefighter / コアファイター
- CORE JEWELS / コアジュエルス
- CORGI / コーギ
- COROMO by DECO SUGAI / コロモバイデコスガイ
- CORTES WORKS / コルテスワークス
- CORTHAY / コルテ
- continuer de NICE CLAUP / コンティニュエ ド ナイスクラップ
- Corto Moltedo / コルトモルテド
- CORUM / コルム
- COS(Collection of Style) / コス
- COSMIC WONDER / コズミックワンダー
  - COSMIC WONDER Light Source / コズミックワンダーライトソース
- CoSTUME NATIONAL / コスチューム・ナショナル
- COTOO / コトゥー
- Counter Culture / カウンターカルチャー
- COUP DE CHANCE / クード シャンス
- coupole / クーポール
- Couture Brooch / クチュールブローチ
- courregès / クレージュ
- COZ JEANS / コズ・ジーンズ
- C.P. Company / シーピーカンパニー
- C-PLUS HEAD WEAR / シープラスヘッドウェアー
- CRATE DENIM / クレートデニム
- CRAZY PIG / クレイジーピッグ
- CREATIVE RECREATION / クリエイティブリクリエーション
- CRIMIE / クライミー
- Crocket & Jones / クロケットアンドジョーンズ
- Crocodile / クロコダイル
- crocs / クロックス
- CROLLA / クローラ
- Crooked Monkey / クロックドモンキー
- CROON A SONG / クルーンアソング
- CROSS COLOURS / クロスカラーズ
- CROWDS OF HOODS / クラウズオブフーズ
- CRU / クルー
- CRUCIANI / クルチアーニ
- CRY BABY! / クライベイビー
- CRYDD / クルーズ
- CRYSTAL BALL / クリスタルボール
- CS / シーエス
- Cube Sugar / キューブ・シュガー
- cuccia / クチャ
- CUNE / キューン
- Current/Elliott / カレントエリオット
- Cushe Footwear / クッシー・フットウェア
- Custo Barcelona / クスト・バルセロナ
- CUSTOM CULTURE / カスタムカルチャー
- CUSTOM X / カスタムエックス
- Cutie Blonde / キューティーブロンド
- cycle / サイクル
- Cynthia Rowley / シンシア ローリー
- Cyclone br
- CZEREMONY / セレモニー

## D
- D12 / ディートゥウェルブ
- D'24 / ディートゥエンティフォー
- DADA / ダダ
- dada flora / ダダ・フローラ
- Dafna Boots / ダフナブーツ
- DAFITI
- Da Hui / ダ・フイ
- Daisy / デイジー
- Damiani / ダミアーニ
- DAMIR DOMA / ダミール・ドーマ
- DA-NANG / ダナン
- DANESE / ダネーゼ
- Daniel & Bob / ダニエルアンドボブ
- DANIEL CREMIEUX / ダニエル・クレミュ
- DANIEL ROTH / ダニエル・ロート
- Danner / ダナー
- DANS LA VIE / ダンラヴィ
- DARJEELING DAYS / ダージリンデイズ
- David Hicks / デビッドヒックス
- Davit MEURSAULT / ダヴィットモルソー
- DAVOUCCI / ダヴォッチ
- Dazur / ダジュー
- dazzlin / ダズリン
- D-BROS / ディーブロス
- DC SHOE / ディーシーシュー
- DDP / ディーディーピー（デーデーペー）
- DEAL DESIGN / ディールデザイン
- DEARIVETH / ディアライブス
- Dear Princess / ディアプリンセス
- DE BEERS / デビアス
- debora SINIBALDI / デボラ・シンニバルディ
- DECOY SINCE 1981 / デコイシンスイチキュウハチイチ
- DeDanae / デュダナエ
- deep sweet easy / ディープスウィートイージー
- Deluxe / デラックス
- DEAD LOTUS / デッドロータス
- Debbie by FREE'S SHOP / デビーバイフリーズショップ
- Deborah tune / デボラチューン
- Debra DeRoo / デブラ・ドゥルー
- DEDUE / デデュー
- deicy / デイシー
- DELUXE / デラックス
- DE MATINI / ディマティーニ
- Demi-Luxe BEAMS / デミルクス ビームス
- DENIM CRAFT / デニムクラフト
- Denim Tears
- DENIME / ドゥニーム
- Denny Rose / デニー・ローズ
- Deorart / ディオラート
- DEPT / デプト
- Der SAMMLER SOLO / ディア・ザムラーソロ
- DEREK LAM / デレクラム
- DESIGNWORKS / デザインワークス
- DESIGUAL / デシグアル
- DES PRÉS / デ・プレ
- DETAILS / ディテールズ
- Deuxieme Classe / ドゥーズィエム クラス
- DÉVASTÉE / デバステ
- device. / ディバイス
- DEVILOCK / デビロック
- Deviluse / デビルユース
- DEVOA / デヴォア
- DEZE / デイズ
- D&G / ディーアンドジー
- DGRACE / ディグレース
- Dhyana / ディアーナ
- Diabro / ディアボロ
- DIADORA / ディアドラ
- DIAMOND DOGS / ダイアモンドドッグス
- DIANE von FURSTENBERG (DVF) / ダイアンフォンファステンバーグ
- DIAZPORA / ディアスポラ
- Dickies / ディッキーズ
- DICO / ディコ
- D.I.E / ダイ
- DIESEL / ディーゼル
  - DIESEL KIDS / ディーゼルキッズ
- DIET BUTCHER SLIM SKIN / ダイエットブッチャースリムスキン
- DIG DESIGN / ディグデザイン
- Digital Diverse / デジタルディバース
- DI MAGGIO / ディマジオ
- DIOR HOMME / ディオール・オム
- DIRAIN / ディレイン
- DIRK BIKKEMBERGS / ダーク・ビッケンバーグ
- DIRK SCHONBERGER / ダーク・ショーンベルガー
- DIRK VAN SAENE / ダーク・ヴァン・セーヌ
- DISCIPLE / ディサイプル
- Discoat / ディスコート
- DISCO VALLEY / ディスコバレー
- DISCOVERED / ディスカバード
- DISCUS / ディスカス
- Disney / ディズニー
  - Disney Couture / ディズニークチュール
  - Disney RESORT /ディズニーリゾート
  - Tokyo Disneyland / トウキョウ　ディズニーランド
- District / ディストリクト
- DITA / ディータ
- dj honda / ディージェイホンダ
- d.k.f. / ディーケーエフ
- DKNY / ディーケーエヌワイ
- Dlli / ディリ
- D.M.G / ディーエムジー
- DOARAT / ドゥアラット
- DoCLASSE / ドゥクラッセ
- DOG COLLAR / ドッグカラー
- DOG TOWN / ドッグタウン
- DO!FAMILY / ドゥファミリー
- DOLCE & GABBANA / ドルチェ・アンド・ガッバーナ
- Dolce Vita / ドルチェビータ
- DOLLY GIRL BY ANNA SUI / ドーリーガール・バイ・アナスイ
- Dominique Sirop / ドミニク・シロ
- Donna Karan / ダナ・キャラン
- dopie / ドーピー
- DORCUS / ドウカス
- DORE DORE / ドレドレ
- DOROTHY PERKINS / ドロシー・パーキンス
- DOUBLE_B / ダブルビー
- DOUBLE HARD / ダブルハード
- DOUBLE STANDARD CLOTHING / ダブル・スタンダード・クロージング
- DOUBLE STEAL / ダブルスティール
- DOUDOU / ドゥドゥ
- DOUX ARCHIVES / ドゥ アルシーヴ
- DRAGON BEARD / ドラゴンベアード
- DRAKES / ドレイクス
- DRANHEAL / ドランヒール
- Drappa Dot / ドラッパ・ドット
- DRELLA / ドゥレラ
- DRESKIP / ドレスキップ
- Dress Camp / ドレスキャンプ
- DRESSTERIOR / ドレステリア
- Drestrip / ドレストリップ
- Drew house
- driade / ドリアデ
- DRIES VAN NOTEN / ドリス・ヴァン・ノッテン
- DRIFT RAGE / ドリフトレイジ
- DRIFTWOOD / ドリフトウッド
- DRitte / ドリット
- DRIZA-BONE / ドライザ・ボーン
- DRKSHDW / ダークシャドウ
- Dr.Denim / ドクターデニム
- Dr.Martens / ドクターマーチン
- Dr.MONROE / ドクターモンロー
- DROORS / ドロアーズ
- DRWCYS / ドロシーズ
- DSQUARED2 / ディースクエアード
- DTE california / ディーティーイーカリフォルニア
- DUCK AND COVER / ダックアンドカバー
- DUCKIE BROWN / ダッキーブラウン
- DU・DE+DO / デュ・デ・ドゥ
- DUKE BOYD / デュークボイド
- Duro Olowu / デュロオロウ
- Dunhill / ダンヒル
- DUNLOP / ダンロップ
- DUNS / ダンズ
- DUPE SELECT / デュープセレクト
- DURAS / デュラス
- DURAS ambient / デュラスアンビエント
- durbuy / デュルブイ
- DUSAN / ドゥシャン
- DUVETICA / デュベティカ
- DVS / ディーブイエス

## E
- EAMES / イームズ
- Earl Jean / アール ジーン
- earnest sewn / アーネスト・ソーン
- earth music&ecology / アース ミュージック＆エコロジー
  - earth music&ecology Natural Label / アース ミュージック＆エコロジーナチュラルレーベル
  - earth music&ecology Premium Label / アースミュージック&エコロジー プレミアムレーベル
  - earth music&ecology White Label / アースミュージックアンドエコロジーホワイトレーベル
- EASE DESIGN / イーズデザイン
- EASTBOY / イーストボーイ
- EASTPAK / イーストパック
- EASY-GO-EASY / イージーゴーイージー
- EBEL / エベル
- ECKŌ FUNCTION（ECKO FUNCTION） / エコー・ファンクション
- ECKŌ RED（ECKO RED） / エコー・レッド
- ECKŌ STORAGE（ECKO STORAGE） / エコー・ストレージ
- ECKŌ UNLTD（ECKO UNLTD） / エコー・アンリミテッド
- eclamour / エクラムール
- ECLIN / エクラン
- ECOMACO / エコマコ
- Eddie Bauer / エディー・バウアー
- ED HARDY / エド・ハーディ
- ÉDIFICE / エディフィス
- ÉDIFICE MATÉRIAUX / エディフィスマテリオ
- EDINA RONAY / エディーナ・ロネィ
- EDITION / エディション
- EDUN / イードゥン
- EDWARD GREEN / エドワード・グリーン
- EDWIN / エドウイン
  - EDWIN for MARGARET HOWELL / エドウィン・フォア・マーガレット・ハウエル
- ef-de / エフデ
- EFFECTOR / エフェクター
- .efiLevol / エフィレボル
- egoist / エゴイスト
- EGO TRIPPING / エゴトリッピング
- ehka sopo / エヘカソポ
- E Hyphen World gallery / イー・ハイフン・ワールド・ギャラリー
- eight / エイト
- Eight By / エイトバイ
- EIGHT BY GOLD LABEL / エイトバイゴールドレーベル
- ej sikke lej / アイシッケライ
- EKAM / エカム
- EKUBO / エクボ
- ELATE / イレイト
- EL.Brown / エルブラウン
- ELECTRIC COTTAGE / エレクトリックコテージ
- ELEMENT / エレメント
- ELENDEEK / エレンディーク
- elephantant / エレファントアント
- eleven six / イレブンシックス
- ELEY KISHIMOTO / イーリーキシモト
- elf / エルフ
- ELFIN DOLL / エルフィンドール
  - ELFIN DOLL CLASSIC / エルフィンドール クラシック
- Elgin / エルジン
- ELIE SAAB / エリー・サーブ
- Elise Overland / エリーズ・オーバーランド
  - ELLE costumes / エルコスチューム
  - ELLE GOLF / エルゴルフ
  - ELLE HOMME / エルオム
  - ELLE PARIS / エルパリ
  - ELLE PETITE / エルプティ
  - ELLE PLANETE / エルプラネット
  - ELLE POUPON / エルプポン
- ellesse / エレッセ
- ELLUS / エラス
- EL MIDAS / エルミダ
- ELNEST / エルネスト
- EL RODEO / エルロデオ
- emanuel ungaro / エマニュエル・ウンガロ
- Embrains / エンブレインズ
- e.m. Fleur / イー・エム・フルール
- Emerica / エメリカ
- EMILIO PUCCI / エミリオ・プッチ
- EMMA CLOTHES / エマクローズ
- EMMA HOPE / エマ・ホープ
- EMMELREFINES / エメルリファインズ
- e.m. noir / イー・エム・ノアール
- EMODA / エモダ
- EMPERART / エンペラート
- EMPIRE / エンパイア
- EMPORIO ARMANI / エンポリオ・アルマーニ
- Enasoluna / エナソルーナ
- ENERGIE / エナジー
- enfantino / エンファンティーノ
- Engineered Garments / エンジニアード・ガーメンツ
- Engineered Jeans / エンジニアドジーンズ
- Enhance Element / エンハンスエレメント
- enjoi / エンジョイ
- en prive / エンプリーベ
- ENRICO COVERI / エンリコ・コベリ
- ENTERPRISE JAPAN
- ENVYM / アンビー
- ENYCE / エニーチェ
- ENZO BONAFE / エンツォ・ボナフェ
- EOTOTO / エオトト
- EPICE / エピス
- Epilogue Chant / エピローグチャント
- E-PLAY / イープレイ
- EPOCA / エポカ
- EPOCA UOMO / エポカ・ウォモ
- ÉPOR / ロペ エポール
- EPROZE / イープローズ
- épuda / イプダ
- Equipment / エキップモン（エキプモン）
- Erdem / アーデム
- Eric emanuel
- ERMANNO SCHERVINO / エルマンノシェルヴィーノ
- ERI MATSUI / エリマツイ
- Ermenegildo Zegna / エルメネジルドゼニア
- ERNTE / エルンテ
- ES / エス
- ESCADA / エスカーダ
- ES ORCHESTRES / エス オーケストラ
- Esprit / エスプリ
- ESSENTIAL DESIGNS / エッセンシャルデザイン
- ESTNATION / エストネーション
- ETAMINNE / エタミンヌ
- ET BOITE / エボワット
- ete / エテ
- ETERNAL / エターナルジーンズ
- Etienne Aigner's / エティエンヌ アイグナー
- ETRO / エトロ
- ETTINGER / エッティンガー
- Etw.Vonneguet / エトヴァス・ボネゲ
- Eudon Choi / ユードン・チョイ
- EVE MARIAGE / イヴ・マリアージュ
- ever / エバー
- Everested / エベレステッド
- EVERLAST / エバーラスト
- EVERLASTINGRIDE / エバーラスティングライド
- everlasting sprout / エバーラスティングスプラウト
- EVEX by KRIZIA / エヴェックス・バイ・クリツィア
- EVIROB / イビロブ
- EVISU / エヴィス
- EXIT FOR DIS / イグジットフォーディス
- expansion / エクスパンション
- EXPANSION INC. / エクスパンション
- EXPEDITION MODE / エクスペディションモード
- EYEFUNNY / アイファニー
- eYe JUNYA WATANABE COMME des GARÇONS MAN（eYe JUNYA WATANABE COMME des GARCONS MAN） / アイ・ジュンヤ・ワタナベ・コム・デ・ギャルソン・マン
- eye know / アイ ノウ
- EYESCREAM / アイスクリーム

## F
- Fabiane Roux / ファビアンルー
- Fabulous Angela / ファビュラスアンジェラ
- FACTOTUM / ファクトタム
- FAD 3 / ファドスリー
- FADELESS / フェイドレス
- FAIR FAX / フェアファクス
- FAIR TRAY STORE
- FAKE LONDON / フェイクロンドン
- Faliero Sarti / ファリエロ・サルティ
- FaM / ファム
- familiar / ファミリア
- FAMI＆LIA / ファミリア
- FAMOUZ / フェイマス
- FAS / ファス
  - FAS Fille a suivre paris / ファス フィーユ ア シュアヴル パリス

- Far Nine / ファーナイン
- FAT / エフ・エー・ティー
- FAT JOE / ファットジョー
- FATTORI / ファットーリ
- FATTY&NUTTY BROTHERS / ファッティアンドナッティブラザーズ
- Fartfetch
- FB COUNTY / エフビーカウンティ
- F.C.R.B. / エフシーアールビー
- FCUK / フレンチコネクション
- Feed you / フィージュ
- Felisi / フェリージ
- Fender Shoes / フェンダーシューズ
- FENDI / フェンディ
- fennica / フェニカ
- FENTON / フェントン
- Feroux / フェルゥ
- FERRUCCIO VECCHI / フェリシオ ベッキ
- fev / フェブ
- few. / フュー
- FIBEROPS / ファイバーオプス
- FICCE / フィッチェ
- FIDELITY / フェデリティー
- FieldCore / フィールドコア
- field dream / フィールド ドリーム
- FIFE / ファイフ
- FIFTH AVENEU SHOE REPAIR / フィフスアヴェニューシューリペア
- FIGARO Paris / フィガロ パリ
- FILA / フィラ
- Filippa K / フィリッパ・コー
- FILLY O'LYNX / フィリー・オー・リンクス
- Fin / フィン
- FINAL HOME / ファイナルホーム
- FINAMORE / フィナモレ
- First Parking / ファーストパーキング
- FITHRON / フィスロン
- FIVE O / ファイブオー
- Flammeum / フラミューム
- Flaph / フラフ
- FLASHPOINT / フラッシュポイント
- flat-a / フラットエー
- flavour / フレーバー
- FLEXFIT / フレックスフィット
- FLIP THE SCRIPT / フリップザスクリプト
- FLORENT / フローレント
- FLORIAN DENICOURT / フロリアン・ドゥニクール（フロリアン・デニコー）
- FLOS / フロス
- FLUD WATCHES / フラッドウォッチ
- Fob's / フォブス
- Foggia / フォッジア
- Folli Follie / フォリフォリ
- FOOBER / フーバー
- FOOCA SELECTION / フーカ・セレクション
- Footmark / フットマーク
- foot the coacher / フットザコーチャー
- FOPPISH / フォピッシュ
- Fornarina / フォルナリーナ
- FORSTE / フェアステ
- FORTIS / フォルティス
- FORTUNA Tokyo / フォーチュナトウキョウ
- FORTY FINE CLOTHING / フォーティーファインクロージング
- Fossil / フォッシル
- Foundation Addict / ファンデーションアディクト
- FOUNDATION ADDICT BOYS / ファンデーションアディクトボーイズ
- FouR / フォー
- Foxey / フォクシー
- FPRATICS / フプラティックス
- FRAGILE / フラジール
- FRAMe WORK / フレームワーク
- frames RAY CASSIN / フレームス レイカズン
- FRANCESCO BIASIA / フランチェスコ・ビアジア
- franche lippee / フランシュリッペ
- Francis Klein / フランシスクライン
- FranCisT_MOR.K.S. / フランシストモークス
- FRANCK MULLER / フランク・ミュラー
- FRANCO BASSI / フランコ・バッシ
- FRANCO MINUCCI / フランコ・ミヌッチ
- FRANCO PRINZIVALLI / フランコ・プリンツィバァリー
- Frank151 / フランクワンファイブワン
- FRANK DANIEL / フランクダニエル
- Frankie Morello / フランキーモレロ
- FRANK LEDER / フランクリーダー
- FRANKLIN & MARSHALL / フランクリン・アンド・マーシャル（フランクリン・マーシャル）
- FRANKLYN / フランクリン
- FRANQUEENSENSE / フランクウィーンセンス
- FRAPBOIS / フラボア
- FRAY I.D / フレイ アイディー
- FREAK’S STORE / フリークスストア
- FREAKY / フリーキー
- FRED / フレッド
- Frederik / フレデリック
- FRED PERRY / フレッドペリー
- FREE RIDE / フリーライド
- Free's / フリーズ
- FREE'S MART / フリーズマート
- FREE'S SHOP / フリーズショップ
- Freestyle / フリースタイル
- FREITAG / フライターグ
- FRENCHSOLE / フレンチソール
- FREQUDNCY / フレクエンシー
- Fresco&Sereno / フレスコアンドセレーノ
- FRESHJIVE / フレッシュジャイブ
- FRICTION made / フリクションメイド
- Friis & Company / フリースアンドカンパニー
- froufroutant / フルフルタント
- FRUIT CAKE / フルーツケイク
- FTC / エフティーシー
- F-TROUPE / エフトゥループ
- FUBU / フブ
- FUCT / ファクト
- FULL BLOOD / フルブラッド
- FULLCOUNT / フルカウント
- FULL LIFE / フルライフ
- FULLNELSON / フルネルソン
- FUNDAMENTAL AGREEMENT LUXURY / ファンダメンタル・アグリーメント・ラグジュアリー
- furfur / ファーファー
- FUTURA 2000 / フューチュラ・ツーサウザンド
- FUTURA LABORATORIES / フューチュラ・ラボラトリーズ
- FUTURE TO FUTURE / フューチャートゥーフューチャー
- FUTURE ZOMBIE / フューチャーゾンビ
- FURLA / フルラ
- fyah / エフワイエーエイチ

## G
- G-BALLER / ジーボーラー
- G1950 / ギャラリーナインティフィフティー
- Gabor / ガボール
- GAIJIN MADE / ガイジンメイド
- GalaabenD / ガラアーベント
- Galax / ギャレックス
- galaxxxy / ギャラクシー
- galcia / ガルシア
- GALFY / ガルフィ
- GALLARDAGALANTE / ガリャルダガランテ
- Gallery1950 / ギャラリーナインティーフィフティ
- GALLIANO / ガリアーノ
- Gals ville / ギャルズビル
- Galvanize / ガルヴァナイズ
- GAMI / ギャミヌリィ
- GANESH / ガネーシュ
- GANRYU / ガンリュウ
- GANZO / ガンゾ
- GAP / ギャップ
  - GapKids / ギャップキッズ
- GARAU / ガロー
- Garbstore / ガーブストア
- GARCIA MARQUEZ / ガルシアマルケス
- Garcon Wave / ギャルソンウェーブ
- GARDÊ COLLECTIVE（GARDE COLLECTIVE） / ギャルデ・コレクティブ
- Gareth Pugh / ガレス・ピュー
- GARNI / ガルニ
- GARNIER / ガルニエ
- GAS / ガス
- GAS BOOK / ガスブック
- GASPARD YURIKIEVICH / ギャスパーユルケヴィッチ
- GB / ジービー
- GDC / ジーディーシー
- g.Drive / ジードライブ
- GEEGELLAN / ジー・ゲラン
- GEEZER / ギーザー
- gelato pique / ジェラートピケ
- GENDER / ジェンダー
- GENERRA / ジェネラ
- General Research / ジェネラル・リサーチ
- Genetic Denim / ジェネティックデニム
- Genetic Manipulation / ジェネティックマニピュレイション
- Genny / ジェニー
- Gentle Monster
- GEORGE CLEVERLEY / ジョージクレバリー
- GEORGE COX / ジョージ・コックス
- GEORGIA LOVE / ジョージアラブ
- Gérald Genta（Gerald Genta） / ジェラルド・ジェンタ
- GERM / ジャーム
- GERRY / ジェリー
- GERRY COSBY / ジェリー・コスビー
- GETTA GRIP / ゲッタグリップ
- GETTRY / ゲットライ
- GF / ジーエフ
- GFL / ジーエフエル
- G&G / ジー・アンド・ジー
- G.GUAGLIANONE / ジャンニ.グアリアノーネ
- Ghost / ゴースト
- Giacometti / ジャコメッティ
- Giambattista Valli / ジャンバティスタヴァリ
- Gianfranco Ferre / ジャンフランコ・フェレ
- Gianvito Rossi / ジャンヴィト・ロッシ
- GIM / ジム
- GINNNI BARBATO / ジャンニ・バルバート
- GINNNI SERRA / ジャンニ・セッラ
- GIANNI VALENTINO / ジャンニ・バレンチノ
- Gianni Versace / ジャンニ・ヴェルサーチ
- GIEVES & HAWKES / ギーブスアンドホークス
- GIGGLYROY / ジグリーロイ
- gilasoL. / ジラソ-ル
- GILBERT GILBERT / ジルベージルベー
- gilet / ジレ
- Gilt Groupe / ギルト・グループ
- GIMME5 / ギミファイブ
- Giorgio Armani / ジョルジオ・アルマーニ
- GIORGIO BRATO / ジョルジオブラット
- GIO SPORT / ジオスポーツ
- GIRARD-PERREGAUX / ジラール・ペルゴ
- GIRELLI BRUNI / ジレッリブルーニ
- GIRLS / ガールズ
- giuliano Fujiwara / ジュリアーノ・フジワラ
- Giuseppe Zanotti Design / ジュゼッペ ザノッティ デザイン
- GIVENCHY / ジバンシー
- GIVENCHY BY RICCARDO TISCI / ジバンシー・バイ・リカルド・ティッシ
- GIZA / ギザ
- GLAD NEWS / グラッドニュース
- glamb / グラム
- Glass Line / グラスライン
- Glen Prince / グレンプリンス
- GLENROYAL / グレンロイヤル
- gleam / グリーム
- GLHEART / ジーエルハート
- GLOBAL WORK / グローバルワーク
- GLOBE-TROTTER / グローブトロッター
- Gloverall / グローバーオール
- G.M.R.N / ジーエムアールエヌ
- goa / ゴア
- GODLIS / ゴドリス
- GODSIZE / ゴッドサイズ
- GO HEMP / ゴーヘンプ
- Gola / ゴーラ
- GOLD 24karats Diggers / ゴールド・トゥエンティーフォーカラッツ・ディガーズ
- Golden Bear / ゴールデンベア
- GOLDEN GOOSE / ゴールデングース
- GOLDGELD / ゴルトゲルト
- Golf wang
- GoLike-o / ゴライコー
- gomme / ゴム
- GOMME HOMME / ゴムオム
- GOOD ART HLYWD / グッド・アート・ハリウッド
- Goodenough / グッドイナフ
- GOOD LIFE / グッドライフ
- GOOD OL' / グッドオル
- goo pop / グーポップ
- GOOSE BERRY / グース・ベリー
- gorilla / ゴリラ
- gorouta / ゴロウタ
- goorin bros
- go slow caravan / ゴースローキャラバン
- GOTCHA / ガッチャ
- GOTI / ゴッティ
- GOUT COMMUN / グーコミューン
- GOWEST / ゴーウエスト
- GOYARD / ゴヤール
- GRACE CONTINENTAL / グレースコンチネンタル
- graf / グラフ
- GRAFFITY COURAGEUX / グラフィティクラージュ
- GRAIL / グレイル
- GRAMICCI / グラミチ
- GRAND CANYON / グランドキャニオン
- Grand Seiko / グランドセイコー
- granfuse / グランフューズ
- graniph / グラニフ
- GRAN SIGNORE / グラン・シニョーレ
- Grass / グラスジーンズ
- GRAVATI / グラバティ
- gravis / グラビス
- GREED / グリード
- GREEDY GENIU$ / グリディー ジーニアス
- green / グリーン
- GREEN CLUBS / グリーンクラブ
- green edge / グリーンエッジ
- green label relaxing / グリーンレーベルリラクシング
- green MAN / グリーンマン
- GREGORY / グレゴリー
- grendha / グレンダ
- GRIFFIN / グリフィン
  - GRIFFIN×BARACUTA / グリフィン×バラクーダ
  - GRIFFIN×BERGHAUS / グリフィン×ベルグハウス
- GRIFONI / グリフォーニ
- Grime effect / グライム・エフェクト
- GRIM GATE / グリムゲート
- GRIMOLDI / グリモルディ
- GRIND / グラインド
- grn / ジーアールエヌ
- groovisions / グルービジョンズ
- grove / グローブ
- G-SHOCK / ジーショック
- G-STAR RAW / ジースター ロウ
- G.T.A / ジーティーアー
- G.T. HAWKINS / ジーティーホーキンス
- GUACAMOLE / ガカモレ
- GUCCI / グッチ
- GUELL MUSTARD / グエル マスタード
- GUESS / ゲス
- GUIDI / グイディ
- GUILD OF CRAFTS / ギルドオブクラフツ
- GUILLAUME LEMIEL / ギヨーム・ルミエール
- G-UNIT / ジーユニット
- Gustavo Lins / グスタボリンス
- gustav typer
- GUT'S DYNAMITE CABARETS / ガッツ・ダイナマイト・キャバレーズ
- Guy Laroche / ギ・ラロッシュ
- GUY ROVER / ギローバー
- G.V.G.V. / ジーヴィージーヴィー
- G-WAY / ジーウェイ
- GYMPHLEX / ジムフレックス
- GYM MASTER / ジムマスター

## H
- HABITUAL / ハビチュアル
- Haider Ackermann / ハイダー・アッカーマン
- H.A.K / ハク
- Hakei / ハケイ
- Halb / ハルプ
- HALL MILANO / ハルミラノ
- halluci / ハルシ
- HAMILTON / ハミルトン
- Hamilton-Paris / ハミルトン　パリ
- HAMNETT / ハムネット
- HANAE MORI / ハナエモリ
- Han ahn soon / ハン・アン・スン
- HANA TO GUITAR（花とギター） / ハナトギター
- Hanes / ヘインズ
- HANG TEN / ハンテン
- Hanhart / ハンハルト
- HANKY PANKY / ハンキーパンキー
- H'ANSEN hands to five sense / ハンセンハンズトゥファイブセンス
- HARDCORE CHOCOLATE / ハードコアチョコレート
- Hard Hit / ハードヒット
- HARDY AMIES / ハーディー・エイミス（ハーディ・エイミス）
- HARE / ハレ
- HARICOT ROUGE / ハリコットルージュ
- Harley of Scotland / ハーレー オブ スコットランド
- Harriss / ハリス
- Harrods / ハロッズ
- HARVARD / ハーヴァード
- HARVEST LABEL / ハーヴェスト・レーベル
- HASH BROWNS / ハッシュブラウン
- H.at / エイチ・エイティー
- HAUTE / オート
- havaianas / ハワイアナス
- Hawkins / ホーキンス
- HAZE / ヘイズ
- HbG / エイチビージー
- HEAD / ヘッド
- HEADERS / ヘッダーズ
- HEAD PORTER / ヘッドポーター
  - HEAD PORTER +PLUS / ヘッドポータープラス
- HEADQUARTER / ヘッドクォーター
- Heal Creek / ヒールクリーク
- HEATH / ヒース
- Heather / ヘザー
- Heatherette / ヘザレット
- HEAVEN OR HELL / ヘブンオアヘル
- Heavy Machine / ヘビーマシン
- HECTIC / ヘクティク
- HELL CAT PUNKS / ヘルキャットパンクス
- HELLS BELLS / ヘルズベルズ
- HELLSTAR
- HELMUT LANG / ヘルムート・ラング
- helter skelter / ヘルタースケルター
- HeM / ヘム
- HEMISPHERE / エミスフィール
- HENRIK VIBSKOV / ヘンリクビブスコフ
- HENRY BEGUELIN / エンリーベグリン
- he;pt / ヘプト
- Herchcovitch;jeans / ヘルコヴィッチジーンズ
- Heritage stone / ヘリテイジストーン
- Herman Miller / ハーマンミラー
- HERMÉS（HERMES） / エルメス
- HERZ / ヘルツ
- HESCHUNG / エシュン
- Hestia / ヘスティア
- HEX ANTISTYLE / ヘックスアンチスタイル
- HG / エイチジー
- HIDE AND SEEK / ハイドアンドシーク
- HIGH LIGHT CAVALET / ハイライトキャバレー
- HIGH NOTCH / ハイノッチ
- HIGH!STANDARD / ハイスタンダード
- HIGH STREET / ハイストリート
- Hiland Club / ハイランドクラブ
- HILTON GARAGE / ヒルトンガレージ
- HILTON TIME / ヒルトンタイム
- HIMMY / ハイミー
- HIROKO BIS / ヒロコ ビス
- HIROKO KOSHINO / ヒロコ・コシノ
  - HIROKO KOSHINO SPORTS / ヒロコ・コシノ・スポーツ
- hiromichi nakano / ヒロミチ・ナカノ
- HIROMUT AKAHAR A / ヒロムタカハラ
- HIRO YANAGIMACHI / ヒロヤナギマチ
- HISUI / ヒスイ
- hLam / ラム
- H&M / エイチアンドエム
- h.NAOTO / エイチ・ナオト
- h.n.b.m / エイチエヌビーエム
- hobo / ホーボー
- HOCQY / オキィ
- HOGAN / ホーガン
- holiday / ホリデイ
- HOLLISTER / ホリスター
- HOLLOOW / ホロウ
- Hollywood HOT RODS / ハリウッド・ホットロッズ
- HOLLYWOOD RANCH MARKET / ハリウッド・ランチ・マーケット
- HOMAREYA / ホマレヤ
- HOME BOY / ホームボーイ
- HOME' UNDERWEAR / ホームズアンダーウェアー
- HOMLESS / ホームレス
- Honey Salon by foppish / ハニーサロンバイフォピッシュ
- HONEYSUCKLE ROSE / ハニーサックル・ローズ
- HORACE / ホレース
- HOSU / ホス
- HOT COCO / ホット・ココ
- HOTEL BUTTERFLY / ホテルバタフライ
- +HOTEL by K-Bros&Co / プラスホテルバイケイブロスアンドシーオー
- HOT HOUSE / ホットハウス
- hottie like her / ホッティーライクハー
- HOUSE OF ANNE / ハウスオブアンネ
- HOUSE OF HOLLAND / ハウス・オブ・ホーランド
- Howard / ハワード
- HOWL and another poem / ハルルアンドアナザーポエム
- HOW NATURAL? / ハウナチュラル
- H.P.France / アッシュペーフランス
- H/standard / アッシュ・スタンダード
- human woman / ヒューマン ウーマン
- hummel / ヒュンメル
- HUMOR / ユーモア
- HUNTER / ハンター
- HTC / エイチティーシー
- HTC BLACK / エイチティーシーブラック
- HUDSON / ハドソン
- HUF / ハフ
- HUGO BOSS / ヒューゴ・ボス
- HUGO & ENZO / ウーゴ・アンド・エンツォ
- HUNTING WORLD / ハンティングワールド
- Hurley / ハーレー
- Hussein Chalayan / フセイン・チャラヤン
- HVANA / ハバナ
- HYSTERIC GLAMOUR / ヒステリック・グラマー
- HYSTERICS / ヒステリックス

## I
- I / アイ
- I am I / アイアムアイ
- IBLUES / イブルース
- ICB / アイシービー
- ICB COMPLETE / アイシービーコンプリート
- ICE CREAM / アイスクリーム
- ICEBERG / アイスバーグ
- ichi-miri / イチミリ
- I.D.E.A international / イデアインターナショナル
- Ideot / イディオット
- IENA / イエナ
  - IENA SLOBE / イエナスローブ
- IGNIO / イグニオ
- IKKAI JAPAN / イッカイ・ジャパン
- ikkuna / suzuki takayuki / イクナスズキタカユキ
- ila / アイラ
- ila bambina / アイラバンビーナ
- IL BISONTE / イルビゾンテ
- il by saori komatsu / アイエルバイサオリコマツ
- ILFARO by LUCIANO BARBERA / イルファーロ・バイ・ルチアーノ・バルベラ
- ILIAD / イリアド
- iliann loeb / イリアンローヴ
- IL'ICH / イリイッチ
- ILLDOZER JEANS / イルドーザー・ジーンズ
- ILLUSTRATED PEOPLE / イラストレイティッドピープル
- IMPALA / インパラ
- IN4MATION / インフォメーション
- INCERTUS / インケルトゥス
- INCOTEX / インコテックス
- INCOTEX RED / インコテックス・レッド
- indepensense by vanana / インデペンセンスバイバナナ
- INDEPENDENT / インディペンデント
- index / インデックス
- Indian / インディアン
- INDIGO HAND / インディゴハンド
- Inditex
- INDIVI / インディヴィ
- INDIVIDUALIZED SHIRTS / インディヴィジュアライズドシャツ
- INDUSTRIAL CATEGORY / インダストリアルカテゴリー
- INED / イネド
  - INED HOMME / イネドオム
- Infinity / インフィニティ
- Influence / インフルエンス
- INGEBORG / インゲボルグ
- INGNI / イング
- INHOMEOUT / インホームアウト
- INITIUM / イニシウム
- inmercanto / インメルカート
- Innosent Heart Laboratory (iHL) / イノセント・ハート・ラボラトリー
- Inpaichthys kerri / インパクティスケリー
- INSIGHT / インサイト
- in・som・nia / インソムニア
- INTELECTION / インテレクション
- INTERFACE / インターフェイス
- INTERMEX/インターメックス
- INTERMIX/ インターミックス
- International Gallery BEAMS / インターナショナルギャラリービームス
- INTERPLANET / インタープラネット
- INVERALLAN / インバーアラン
- IOSSELLIANI / イオッセリアーニ
- IPATH / アイパス
- IRIE BERRY / アイリーベリー
- IRIE LIFE / アイリーライフ
- I★RISH / アイリッシュ
- IRO / イロ
- irony / アイロニー
- Iroquois / イロコイ
- ISAAC SELLAM EXPERIENCE / アイザック・セラム・エクスペリエンス
- ISABEL MARANT / イザベル・マラン
- ISAMUKATAYAMA BACKLASH / イサムカタヤマ・バックラッシュ
- ISBIT / アイズビット
- ISBIT GUARDIAN / アイズビット・ガーディアン
- Island Slipper / アイランドスリッパ
- is-ness / イズネス
- Isola D'ischia / イソラディスキア
- ISSEY MIYAKE / イッセイミヤケ
  - ISSEY MIYAKE FÊTE / イッセイミヤケ・フェット
- istante / イスタンテ
- ITALIA INDIPENDENT / イタリア インディペンデント
- itazura / イタズラ
- ITSUS / イットスーツ
- ITTY BITTY / イッティービッティー
- IVANAhelsinki / イヴァナヘルシンキ
- IVY / アイビー
- IWAYA FOR DRESS33 / イワヤ・フォー・ドレスサーティースリー
- IWC / インターナショナル・ウォッチ・カンパニー
- IZREEL / イズリール

## J
- jackass / ジャッカス
- JACKROSE / ジャックローズ
- JACOB COHEN / ヤコブ・コーエン
- JAEGER / イエーガー
- Jaeger-LeCoultre / ジャガー・ルクルト
- JAIN SHAWLS / ジェーン・ショールズ
- JAJABOON / ジャジャブーン
- Jaked / ジャケッド
- Jam / ジャム
- James / ジェームス
- JAMES COVIELLO / ジェームズ・コヴィエロ
- James Jeans / ジェームスジーンズ
- JAMES PERSE / ジェームスパース
- JAM HOME MADE / ジャムホームメイド
- Jamin Puech / ジャマンピュエッシュ
- JANE MORE / ジェーンモア
- Jas M.B. / ジャスエムビー
- Jason Wu / ジェイソン ウー
- Jassie / ジャッシー
- JAYRO / ジャイロ
- JAYRO white / ジャイロホワイト
- JBS / ジェイビーエス
- J&Company / ジェイアンドカンパニー
- J.CREW / ジェイクルー
- JEANASiS / ジーナシス
- JEAN DIADEM / ジーンディアデム
- jean nassaus / ジーンナッソーズ
- JEAN COLONNA / ジャン・コロナ
- Jean-Louis Scherrer / ジャン＝ルイ・シェレル
- Jean-Paul GAULTIER / ジャン＝ポール・ゴルチエ
- JEAN PATOU / ジャン・パトゥ
- JEAN-PIERRE BRAGANZA / ジャン＝ピエール・ブラガンザ
- Jeffrey Campbell / ジェフリーキャンベル
- Jel'emets solo / ジェレメッツソロ
- JELLY BEANS / ジェリービーンズ
- JELLY GARCIA / ジェリーガルシア
- JENETIC DENIM / ジェネティック・デニム
- JENEVIEVE / ジュヌヴィエーヴ
- JEREMY SCOTT / ジェレミースコット
- JET LABEL / ジェットレーベル
- JET SET / ジェットセット
- Jewel Changes / ジュエルチェンジズ
- JEWELS / ジュエルズ
- JFC / ジェイエフシー
- Ji. / ヒピハパ
- Jidaiya（時代屋） / ジダイヤ
- Jieda / ジエダ
- JILL STUART / ジル・スチュアート
- JIL SANDER / ジル・サンダー
- Ji.maxx / ジェイアイマックス
- Jimmy / ジミー
- Jimmy Choo / ジミーチュウ
- JIST / ジスト
- (JIYUUKU)自由区 / ジユウク
- Jiva / ジーバ
- J.LINDEBERG / ジェイリンドバーグ
- J.Lo / ジェイロー
- J.M. WESTON / ジェーエムウエストン
- Jocomomola / ホコモモラ
- Joelle Gagnard / ジョエル・ガニャール
- JOE'S JEANS / ジョーズジーンズ
- JOEY HYSTERIC / ジョーイ・ヒステリック
- JOGE MARTIN / ジョージマーチン
- Johanna ho / ジョアンナ・ホー
- JOHNBULL / ジョンブル
- John Galliano / ジョン・ガリアーノ
- JOHN LAWRENCE SULLIVAN / ジョンローレンスサリバン
- JOHN LOBB / ジョンロブ
- JOHNNY BLAZE / ジョニーブレイズ
- JOHNNY KOOL / ジョニークール
- JOHNNYSPADE / ジョニースペード
- JOHN RIBBE / ジョン・リブ
- JOHN RICHMOND / ジョン・リッチモンド
- JOHN'S CLOTHING / ジョンズクロージング
- John Severson / ジョン・セバーソン
- JOHN SMEDLEY / ジョン・スメドレー
- JOHNSONS / ジョンソンズ
- JOHN TULLOCH / ジョン・タロック
- JOKER / ジョーカー
- jolie mignon / ジョリーミニョン
- Jolly Boutique / ジョリーブティック
- JONAK / ジョナック
- JOOP / ジョープ
- JOSEPH EREUIL / ジョセフ・エロール
- JOSEPH / ジョセフ
- JOTARO SAITO / ジョウタロウ・サイトウ
- jouetie / ジュエティ
- JOURNAL STANDARD / ジャーナルスタンダード
  - JOURNAL STANDARD relume / ジャーナルスタンダード レリューム
- JOVOVICH HAWK / ジョボヴィッチホーク
- JOY RICH / ジョイリッチ
- J.PRESS / ジェイプレス
- JPS / ジェーピーエス
- J&R / ジェイアンドアール
- J.Sabatino / ジェイサバティーノ
- JUCO. / ジュコ
- Judy Blame / ジュディーブレーム
- JUGMART / ジャグマート
- JUICY COUTURE / ジューシークチュール
- Juliana Jabour / ジュリアナジャボール
- JULIUS / ユリウス
- jun ashida / ジュンアシダ
- Jun & Ropé. / ジュンアンドロペ
- JUNCHINO / ジュンキーノ
- JUNCLUB / ジュンクラブ
- JUNGHANS / ユンハンス
- JUNGLES JUNGLES
- junhashimoto / ジュンハシモト
- JUNK FOOD / ジャンクフード
- JUNKO KOSHINO / ジュンコ・コシノ
- JUNKO SHIMADA / ジュンコシマダ
- JUNMEN / ジュンメン
- JUNRED / ジュンレッド
- JUNYA WATANABE COMME des GARÇONS / ジュンヤ・ワタナベ・コム・デ・ギャルソン
  - JUNYA WATANABE COMME des GARÇONS MAN / ジュンヤ・ワタナベ・コム・デ・ギャルソン・マン
- jupiter GOLD LABEL / ジュピター・ゴールドレーベル
- JUSGLITTY / ジャスグリッティー
- JUST CAVALLI / ジャストカヴァリ
- JUSTIN DAVIS / ジャスティンデイヴィス
- JUST DON
- juvenile hall rollcall / ジュヴェナイルホールロールコール

## K
- k3 / ケースリー
- ka::dinsky / カディンスキー
- Kaepa / ケイパ
- Kaenon / ケーノン
- Kai Lani / カイ・ラニ
- Kaluluwa / カルルワ
- KAMISHIMA CHINAMI / カミシマチナミ
- KANGOL / カンゴール
- KANTO STARTER
- Kaon / カオン
- KAPITAL / キャピタル
- Kappa / カッパ
- Kareless / ケアレス
- KAREN WALKER / カレンウォーカー
- KariAng / カリアング
- KARL KANI / カール・カナイ
- Karl Helmut / カール・ヘルム
- KarLParkLane / カールパークレーン
- KARMA / カルマ
- karrimor / カリマー
- kartell / カルテル
- KASHURA / カシュラ
- KASIL / カシル
- Kate Ruber / ケイトラバー
- KATE SPADE / ケイトスペード
- KATE SPADE SATURDAY / ケイトスペードサタデー
- KATHARINE HAMNETT / キャサリン・ハムネット
- Katie / ケイティ
- KAZUTAKA KATOH / カズタカ・カトウ
- KAZUYUKI KUMAGAI ATTACHMENT / カズユキクマガイ・アタッチメント
- KAZZROCK ORIGINAL / カズロックオリジナル
- KBF / ケイビーエフ
- K.C.malhan / ケー・シー・マルハン
- Keds / ケッズ
- KEEN / キーン
- keep / キープ
- KEiKA / ケイカ
- Keikiii / ケイキィー
- KEIKO SUZUKI COLLECTION / ケイコスズキコレクション
- kei shirahata / ケイシラハタ
- KEITA MARUYAMA TOKYO PARIS / ケイタ・マルヤマ（丸山敬太）
- KEMPEL / ケンペル
- KENJI ITO COMME ÇA COLLECTION（KENJI ITO COMME CA COLLECTION） / ケンジ・イトウ・コムサ・コレクション
- KENNER
- Kenshi Yonezu / ﾖﾈｽﾞ ｹﾝｼ (米津 玄師)
- KEN&YUTA / ケンアンドユータ
- KENZO / ケンゾー
- KENZO MINAMI / ケンゾーミナミ
- Ketty / ケティ
- KEYTH / キース
- Khaju / カージュ
- Khaju SHIPS JET BLUE / カージュシップスジェットブルー
- KICKS LAB. / キックスラボ
- KIDS / キッズ
- KiiTOS / キートス
- KIKS TYO / キックスティーワイオー
- Kilgour / キルガー
- kilke select / キルケ・セレクト
- KILLCITY / キルシティ
- KILLER TREASURE / キラートレジャー
- kiminori morishita / キミノリモリシタ
- KIM JONES / キムジョーンズ
- Kim songhe / キムソンヘ
- Kima Norway / キマノルウェー
- KIN / キン
- kinetics / キネティックス
- KINGLY THEATRE PRODUCTS / キングリー・シアタープロダクツ
- KING MOB / キングモブ
- KING OF DIGGIN' / キングオブディギィン
- KINO / キノ
- kinoshohampu（木の庄帆布） / キノショウハンプ
- KIRALY / キラリー
- kiryuyrik / キリュウキリュウ
- Kith
- kitica / キチカ
- KITON / キトン
- kitson LA / キットソン・エルエー
- KITSUNE / キツネ
- KiU / キウ
- K.T KIYOKO TAKASE / ケーティー キヨコタカセ
- KJGREEN JAMAICANSTYLE / ケイジェイグリーン・ジャマイカンスタイル
- KKOK / コック
- KLARA / クララ
- KLEIN PLUS HOMME / クランプリュスオム
- Klim / クライム
- K-LIFE / ケーライフ
- K.M.P / ケーエムピー
- KNACK / ナック
- KNAVE / ネイヴ
- KNIGHT ERRANT / ナイトエラン
- Kno Better / ノーベター
- KNOCKOUT / ノックアウト
- KNOCKS / ノックス
- KNOT / ノット
- Knot/not / ノットノット
- Koaj
- Koji ARUGA / コウジ・アルガ
- KOKOBUKI / ココブキ
- Kokon to zai (KTZ) / ココントーザイ
- kolor / カラー
- KONTORSION / コントーション
- Kooba / クーバ
- KOOKAI / クーカイ
- KOOS / コース
- Kriminal / クリミナル
- KRINK / クリンク
- KRIS VAN ASSCHE / クリスヴァンアッシュ
- KRIZIA / クリツィア
- KRYPTON / クリプトン
- Ksubi / スビ
- K-SWISS / ケースイス
- K.T KIYOKO TAKASE / ケーティー キヨコタカセ
- Ku Ambiance / クーアンビエンス
- kumikyoku / クミキョク(組曲)
- KUUMBA / クンバ
- KWAK / クワック
- Kyoji Maruyama / キョウジマルヤマ
- KYOKO HIGA / キョウコ・ヒガ

## L
- la Bala / ラ・バーラ
- LABEL UNDER CONSTRUCTION / レーベルアンダーコンストラクション
- Labrador Retriver / ラブラドール・リトリーバー
- LABRAT / ラブラット
- L'Agence / ラジャンス
- LACOSTE / ラコステ
- LaCrosse / ラクロス
- LAD MUSICIAN / ラッドミュージシャン
- Ladore ships / ラドアシップス
- LAGACHE / ラガチェ
- LAGUNAMOON / ラグナムーン
- LAGUST / ラガス
- LAISSE PASSE / レッセ パッセ
- Laiza / ライザ
- LAKAI LIMITED FOOTWEAR / ラカイ・リミテッド・フットウェア
- LA/MOF / ラムフ
- LA MARINE FRANCAISE / マリン フランセーズ
- Lancel / ランセル
- LANDSCAPE PRODUCTS / ランドスケーププロダクツ
- LANDS' END / ランズエンド
- LANDWARDS / ランドワーズ
- Language / ランゲージ
- LANVIN / ランバン
  - LANVIN en Bleu / ランバン・オン・ブルー
- La petit Lilly / ラ•プチリリー
- LAPINE / ラピーヌ
  - LAPIS BEAMS / ラピスビームス
  - LAPIS LUCE PER BEAMS / ラピスルーチェパービームス
- L'Appartement / アパルトモン
- Lara Bohinc / ララ・ボーヒンク
- Lara & Heart / ララアンドハート
- La Redoute / ラ・ロドゥット
- Laula / ラウラ
- LAURA ASHLEY / ローラ アシュレイ
- LAUNDRY / ランドリー
- LAUTREAMONT / ロートレアモン
- L'AUTRE CHOSE / ロートレショーズ
- LAVENHAM / ラベンハム
- LEAK WEAR / リークウェア
- LE CIEL BLEU / ルシェルブルー
- LECIEN / ルシアン
- L'ECLAIREUR TOKYO / レクレルール・トーキョー
- le coq sportif / ル・コック・スポルティフ
- Lee / リー
  - Lee AMERICAN RIDERS / リー アメリカンライダース
  - Lee by SAMMLER / リー バイ ザムラー
  - LEE COLLECTION / リー コレクション
- Le・feter / ルフェテ
- LE GLAZIK / ル・グラジック
- Leh / レー
- Leilian / レリアン
- le joli monde / ジョリー・モンド
- LE JOUR / ル・ジュール
- LEMAIRE / ルメール
- LEMAR&DAULEY / レマー＆ダーレー
- LEMINOR / ルミノール
- Le Minor / ルミノア
- LEOHEX / レオヘックス
- LEPSIM / レプシィム
  - LEPSIM LOWRYS FARM / レプシィム・ローリーズファーム
- Les Mues / レ・ミュー
- LEQUIPE / レキップ
  - LEQUIPE YOSHIE INABA / レキップ ヨシエイナバ
- les cinq sens HOMME / サンクセンスオム
- LeSportsac / レスポートサック
- Les Prairies de Paris / レ・プレリー・ド・パリ
- Les Six / レ・シス
- LESS THAN HUMAN / レスザンヒューマン
- L'EST ROSE / レストローズ
- LeTIGRE / ル・ティグレ
- Let it Ride / レットイットライド
- Levi Strauss & Co. / リーバイ・ストラウス
- Levi's / リーバイス
  - LEVI'S PREMIUM / リーバイスプレミアム
- Lewis Leathers / ルイスレザー
- LEXON / レクソン
- LEXX MODA / レックスモーダ
- LEYTON HOUSE / レイトンハウス
- LF Stores / エルエフストアース
- LHP / エルエイチピー
- Liapom / リアポム
- Libenham / リベンハム
- Libera FANTASISTA / リベラ・ファンタジスタ
- Liberum arbitrium / リベルムアルビトリウム
- LIDFORT / リドフォルト
- liflattie ships / リフラッティ・シップス
- LIGHCA SELECT / ライカセレクト
- Lightning Bolt / ライトニングボルト
- ligne roset / リーン・ロゼ
- LIL ALMOND / リルアーモンド
- LILICROBE / リリクローブ
- LILT / リルト
- Liliana / リリアーナ
- Lily / リリイ
- LILY BROWN / リリーブラウン
- lilytoe / リリィトゥ
- LIMI feu / リミ・フゥ
- LINDA / リンダ
- LINGUA FRANCA / リングァフランカ
- LIN-KU（輪怐） / リンク
- LION HEART / ライオンハート
- LIP / リップ
- LIP SERVICE / リップサービス
- Liquor, woman and tears / リカーウーマンアンドティアーズ
- LISS / リス
- listener / リスナー
- LISTEN FLAVOR / リッスンフレーバー
- LITH / リズ
- LITHIUM FEMME / リチウムフェム
  - LITHIUM HOMME / リチウムオム
- little emblem / リトルエンブレム
- LIVIANA CONTI / リビアナ・コンティ
- LIZ LISA / リズリサ
- LIVE MECHANICS / ライブメカニクス
- L&KONDO / ルコンド
- L.L.Bean / エルエルビーン
- LM ALTIERI / エルエム・アルティエリ
- LOBBS / ロブス
- LOCS
- LOEWE / ロエベ
- LOFU / ローフー
- Logrom / ログロム
- l'oignon / ロニオン
- LOLO / ロロ
- LONDONSOLE / ロンドンソール
- LONGINES / ロンジン
- LONO / ロノ
- LONSDALE / ロンズデール
- loomstate / ルームステート
- Lopi Fumulau / ロピ フムラウ
- Loree Rodkin / ローリーロドキン
- LORETO / ロレート
- LORINZA / ロリンザ
- LORO PIANA / ロロピアーナ
- Lost dessau / ロストデッサウ
- LOUIS VUITTON / ルイ・ヴィトン
- Loungedress / ラウンジドレス
- LOUNGE LIZARD / ラウンジリザード
- LOVEBUZZ / ラブバズ
- LOVE COULEUR / ラブクレール
- LOVELESS / ラブレス
- Love&Peace&Money / ラブアンドピースアンドマネー
- LOWRIDER / ローライダー
- LOWRYS FARM / ローリーズファーム
- LRG / エルアールジー
- LUCA / ルカ 
  - LADY LUCK LUCA /レディラックルカ
- Luciano Lombardi / ルチアーノ・ロンバルディ
- Lucien Pellat-Finet / ルシアン・ペラフィネ
- LUCKY13 / ラッキーサーティーン
- Lucky Brand / ラッキーブランド
- LUCKY STORE / ラッキーストア
- Lucruca / ルクルカ
- Luella / ルエラ
- LUFT / ルフト
- LUGGAGE LABEL / ラゲッジ・レーベル
- Lugnoncure / ルノンキュール
- LUGZ / ラグズ
- Lui Chantant / ルイシャンタン
- LUIGI BORRELLI / ルイジ・ボレッリ
- LUMINOX / ルミノックス
- Luna Plena / ルーナプレーナ
- LUST FOR LIFE / ラストフォーライフ
- Luxage / ルクサージュ
- LUZ / ルース
- L'Wren Scott / ローレン・スコット
- LYLE&SCOTT / ライルアンドスコット
- LyricisM / リリシズム
- LSF / エルエスエフ

## M
- M16 / エムシックスティーン
- MABITEX / マビテックス
- maccheronian / マカロニアン
- machiko yanada / マチコヤナダ
- MACKDADDY / マックダディ
- MACKINTOSH PHILOSOPHY / マッキントッシュ・フィロソフィー
- MACKNIGHT / マックナイト
- macotton / マコットン
- MACPHEE / マカフィー
- MAD / マッド
- Madam Gre / マダム・グレ
- MAD DOG ROCKERS / マッドドッグロッカーズ
- Made in COLKINIKHA / メイドインコルキニカ
- MADE IN MARCHE / メイドインマルケ
- MADE IN WORLD / メイドインワールド
- Madewell / メイドウェル
- MAD FOOT / マッドフット
- MADPAGER / マッドペイジャー
- MADS NORGAARD / マッツノーガード
- Magical Design / マジカルデザイン
- MAGICAL MOSH MISFITS / マジカルモッシュミスフィッツ
- MAGIC NUMBER / マジック ナンバー
- Magic Wash / マジック ウォッシュ
- Magine / マージン
- MAGIS / マジス
- MAGNA MATER / マグナマーテル
- magneT / マグネット
- Magnetic / マグネティック
- Magnum Force / マグナムフォース
- MAHARISHI / マハリシ
- MAIDEN NOIR / メイデン・ノワール
- Maison de FLEUR / メゾン ド フルール
- Maison Martin Margiela / メゾン・マルタン・マルジェラ
- Maison Michel / メゾンミッシェル
- Maison mihara yasuhiro
- maje / マージュ
- Majestic / マジェスティック
- MAJESTIC LEGON / マジェスティックレゴン
- makapu'u / マカブー
- MAKAVELI BRANDED / マキャヴェリ・ブランド
- MAKIN JANMA / マキンヤンマ
- maktig / マクティグ
- MALIPARMI / マリパルミ
- MALKOMALKA / マルコマルカ
- malo / マーロ
- Mambo / マンボ（マンボ・グラフィックス）
- MANDARINA DUCK / マンダリナ・ダック
- MANDO / マンドゥ
- Mangrove / マングローブ
- Manhattan Portage / マンハッタンポーテージ
- Manhattan Passage / マンハッタンパッセージ
- manics / マニックッス
- MANIK / マニーク
- MANKIND / マンカインド
- MANO / マーノ
- Manolo Blahnik / マノロ・ブラニク
- Manual Alphabet / マニュアルアルファベット
- MANUFACTORY / マニュファクトリー
- manydope / メニードープ
- MAR / メーア
- marble / マーブル
- MARBLE & Co. / マーブル・アンド・コー
- MARC ECKŌ FOOTWEAR（MARC ECKO FOOTWEAR） / マーク・エコー・フットウェア
  - MARC ECKŌ LEATHER（MARC ECKO LEATHER） / マーク・エコー・レザー
  - MARC ECKŌ SCOPES（MARC ECKO SCOPES） / マーク・エコー・スコープス
  - MARC ECKŌ WATCHES（MARC ECKO WATCHES） / マーク・エコー・ウォッチズ
- marcell / マルセル
- marchercher / マーシェルシェ
- MARC JACOBS / マーク・ジェイコブス
  - MARC BY MARC JACOBS / マーク・バイ・マーク・ジェイコブス
- MARCOMONDE / マルコモンド
- MARCO PESCAROLO / マルコ・ペスカローロ
- MARCO TAGLIAFERRI / マルコ・タリアフェリ
- MarcRico / マルク・リコ
- Mardi Mercredi / マルディメクルディ
- MARGARET HOWELL / マーガレット・ハウエル
- Maria Bonita Extra / マリアボニータエクストラ
- maricaBu active beauties / マリカブ・アクティブ・ビューティーズ
- MARIEBELLE JEAN / マリベル ジーン
- Marie Mercié / マリー・メルシエ
- MARIELLA BURANI/マリエラ　ブラーニ
- Mariko Kohga / マリコ・コウガ
- MARILYN MOON / マリリンムーン
- marimekko / マリメッコ
- MARINA RINALDI / マリナ リナルディ
- MARINI / マリーニ
- MARIOS / マリオス
- MARIO VALENTINO / マリオ・ヴァレンティーノ
- MARITHE + FRANCOIS GIRBAUD / マリテ+フランソワ・ジルボー
- Marjolijn Van den Heuvel / マジョリン・ヴァン・デン・ウーベル
- marka / マーカ
- MARKAWEAR / マーカウェア
- MARK&LONA / マークアンドロナ
- MARMOT / マーモット
  - Marmot by whiz / マーモットバイウィズ
- MARNI / マルニ
- MARO / マーロ
- M.A.R.S / マーズ
- MARSELL / マルセル
- Martin / マーティン
- martinique / マルティニーク
- MARVELETS / マーヴェレッツ
- MASAKI MATSUSHIMA / マサキマツシマ
- MASH / マッシュ
- MASON'S / メイソンズ
- Massimo Dutti / マッシモ・デュッティ
- mastermind JAPAN / マスターマインドジャパン
- MASTERPIECE / マスターピース
- Mattelsa
- MATERNA / マテルナ
- MATERNITY / マタニティー
- Matix / マティックス
- matohu / マトフ
- Matthew Williamson / マテューウィリアムソン
- MAURICE LACROIX / モーリス・ラクロア
- MAURIZIO PECORARO / マウリツィオ・ペコラーロ
- MAVERTEAM / マーベルティーム
- Max Mara / マックスマーラ
  - MAX&CO / マックスアンドコー
- max six / マックスシックス
- MAYSON GREY / メイソングレー
- MAZE / メイズ
- M.C.D MACHINE / エムシーディーマシン
- McGREGOR / マクレガー
  - McGREGOR Budge Dragon / マクレガーバッジドラゴン
- MCM / エムシーエム
- McQ / マックキュー
- Mc Sister / エムシーシスター
- MCW / エムシーダブリュー
  - MCW STAR / エムシーダブリュースター
- me / ミイ
- mean / ミーン
- MECCA / メッカ
- MEDICOM TOY / メディコムトイ
- Meissi / メイシ
- me jane / ミー・ジェーン
- Melanies Masker / メラニーズ・マスカー
- melissa / メリッサ
- MELROSE / メルローズ
- Melthelm / メルトヘルム
- MENICHETTI / メニケッティー
- MEN'S BIGI / メンズビギ
- MEN'S MELROSE / メンズメルローズ
- MEN'S TENORAS / メンズティノラス
- MEOSHE / ミオシ
- mercenary / マーセナリー
- mercibeaucoup, / メルシーボークー
- MERCURY DUO / マーキュリーデュオ
- MERRELL / メレル
- MERVEILLE H. / メルベイユ・アッシュ
- METROPIA / メトロピア
- me you / ミユ
- mezzo piano / メゾピアノ
  - mezzo piano Baby&Kids / メゾピアノ ベイビーアンドキッズ
  - mezzo piano candy girls / メゾピアノ キャンディガールズ
  - mezzo piano Junior / メゾピアノジュニア
- MHI by maharishi / エムエイチアイ・バイ・マハリシ
- MICHAEL BASTIAN / マイケル・バスティアン
- MICHAEL KORS / マイケル・コース
- MICHAEL TAPIA / マイケルタピア
- MICHEL KLEIN / ミッシェルクラン
  - MICHEL KLEIN HOMME / ミッシェルクランオム
- MICHIKO LONDON / ミチコ・ロンドン
  - MICHIKO LONDON JEANS / ミチコ・ロンドン・ジーンズ
- MICHIYO INABA / ミチヨ・イナバ
- MICOAMERI / ミコアメリ
- MIDO / ミドー
- MIDORI / ミドリ
- MIDWEST / ミッドウエスト
- MIFUNE / ミフネ
- MIHARA YASUHIRO / ミハラヤスヒロ
- MIIA / ミーア
- miina perhonen / ミナペルホネン
- Mikako Nakamura / ミカコナカムラ
- Mike & Chris / マイクアンドクリス
- MIKI FUKAI / ミキフカイ
- Miki House / ミキハウス
  - MIKIHOUSE FIRST / ミキハウスファースト
  - MIKIHOUSE HOTBISCUITS / ミキハウス ホットビスケッツ
- mikia / ミキア
- MIKIO SAKABE / ミキオサカベ
- Mila Owen / ミラ オーウェン
- MILITANT PACIFIST / ミリタント・パシフィスト
- MILK / ミルク
- MILKBOY / ミルクボーイ
- MILKFED. / ミルクフェド
- MILLER / ミラー
- Million Carats / ミリオンカラッツ
- Milok / ミロック
- mimi&roger / ミミアンドロジャー
- mina perhonen / ミナ・ペルホネン
- MIND BLOW / マインドブロウ
- mine / マイン
- MINI A TURE / ミニアチュア
- MINIMUM / ミニマム
  - MINIMUM MINIMUM / ミニマムミニマム
- miniyu / ミニュー
- Minnetonka / ミネトンカ
- MINOTAUR / ミノトール
- min plume / ミンプリュム
- min@RNA / ミン・アット・アールエヌエー
- mintdesigns / ミントデザインズ
- mio.y / ミオ
- Mila Schön / ミラ・ショーン
- mirabella / ミラベラ
- misaharada / ミサハラダ
- MISCH MASCH / ミッシュマッシュ
- Misericordia / ミサリコーディア
- MISHKA / ミシカ
- MISS L-FIRE / ミスエルファイア
- MISSONI / ミッソーニ
- MISS SIXTY / ミスシックスティ
- MISS WAX / ミスワックス
- mistral / ミストラル
- mita sneakers / ミタスニーカーズ
- MITCHELL & NESS / ミッチェルアンドネス
- miu miu / ミュウミュウ
- miusa / ミューザ
- mix sense / ミックスセンス
- MIZUNO / ミズノ
  - MIZUNO CREATION / ミズノクリエイション
- M&M / エムアンドエム
- MM6 / エムエムシックス
- m&m&m's / エムアンドエムアンドエムズ
- MOBSTYLES / モブスタイル
- MODE ACOTE / モードアコテ
- Mode et Jacomo / モードエジャコモ
- Modern Amusement / モダンアミューズメント
- MODERN LOVERS / モダンラヴァーズ
- MODERN PIRATES / モダンパイレーツ
- MofM(man of moods) / マンオブムーズ
- MOLD CASE / モールドケース
- molfic / モルフィック
- mollive / モリーヴ
- Molnija（Молния） / モルニヤ
- Molo Kids / モロキッズ
- MOMA / モマ
- MONCLER / モンクレール
  - MONCLER Gamme Bleu / モンクレール・ガム・ブルー
  - MONCLER Gamme Rouge / モンクレール・ガム・ルージュ
- monikoto / モニコト
- Monkee Genes / モンキージーンズ
- monogram / モノグラム
- monomania / モノマニア
- MONO-MART / モノマート
- MONSIEUR NICOLE / ムッシュニコル
- montage / モンタージュ
- mont-bell / モンベル
- MONTBLANC / モンブラン
- Mon tsuki / モンツキ
- Moonage Devilment / ムーンエイジデビルメント
- MOON STONE / ムーンストーン
- MORABITO / モラビト
- MORE FOCUSED SELECT / モアフォーカスドセレクト
- MORGAN / モルガン
  - MORGAN HOMME / モルガンオム
- MOROKO BAR / モロコバー
  - ( DISCO VALLEY / ディスコバレー )
- MORPHINE GENERATION / モーフィンジェネレーション
- MotorFist / モーターフィスト
- MOS / モス
- MOSCHINO / モスキーノ
- MOSSIMO / モッシモ
- MOSSLIGHT / モスライト
- Motel / モーテル
- mother / マザー
- MOTIVE / モーティブ
- MOTIVE TOUGH / モーティブ・タフ
- moujonjon / ムージョンジョン
- MOUNTAIN RESEARCH / マウンテンリサーチ
- moussy / マウジー
- MOUT / マウト
- MOUTH valley / マウスバレー
- MOVADO / モバード
- Moynat / モワナ
- M-PREMIER / エムプルミエ
- MPS / エムピーエス
- Mr.Junko / ミスタージュンコ
- Mr.OLIVE / ミスターオリーブ
- MR.OLIVE(Eagle Of Independence) / イーグル・オブ・インデペンデンス
- MSGR / メッセンジャー
- m.soeur / エムスール
- MSPC / エムエスピーシー
- m's select / エムズセレクト
- mt / エムティー
- muchacha / ムチャチャ
  - muchacha nene / ムチャチャ・ネネ
  - muchacha nino / ムチャチャ・ニーニョ
- mudoca / ムドカ
- Mühle Glashütte（Muhle Glashutte） / ミューレ・グラスヒュッテ
- MUJI（無印良品） / ムジルシリョウヒン
- MULBERRY / マルベリー
- MULTIPLE MARMELADE / マルティプルマーマレード
- Munsingwear / マンシングウェア
- mur mur / マーマー
- Murder License / マーダーライセンス
- MURUA / ムルーア
- museum neu / ミュージアム・ニュー
- MVRK / エムブイアールケー
- Mykonos工房 / ミコノス工房
- M.Y.LABEL / エム・ワイ・レーベル
- mystic / ミスティック

## N
- n゜11 / ナンバージュウイチ
- N2 / エヌドゥ
- N4 / エヌフォー
- n゜ 44 / ナンバーヨンジュウヨン
- NADA. / ナダ
- nai chi chi / ナイチチ
- naisia / ナイシア
- nakEd bunch / ネイキド・バンチ
- nakedwolfe
- nanamica / ナナミカ
- nana nadesico / ナデシコ
- NANNINI / ナンニーニ
- nano＆co / ナノアンドコー
- nano universe / ナノユニバース
  - nano universe GROUND FLOOR / ナノユニバース・グランドフロア
  - nano universe les indispensable dune garde robe / ナノユニバース
  - nano universe The 1st.Floor / ナノユニバース ザファーストフロア
  - nano universe - W. - /  ナノユニバース ダブリュー
- NAOKI TAKIZAWA / ナオキタキザワ
- NAPATOR / ナパトール
- NARACAMICIE / ナラカミーチェ
- narciso rodriguez / ナルシソロドリゲス
- NARCOTIC / ナーコティック
- NARRATIVE PLATOON / ナラティブ・プラトゥーン
- NARVI’K / ナルヴィック
- NATURAL BEAUTY / ナチュラルビューティー
  - NATURAL BEAUTY BASIC / ナチュラルビューティーベーシック
  - N.Natural Beauty Basic / エヌ ナチュラルビューティーベーシック
- natuRAL vintage / ナチュラルヴィンテージ
- Naughty / ノーティー
- NAUTICA / ノーティカ
- NAUTICA JEANS / ノーティカジーンズ
- NAVAL RESEARCH / ネイバルリサーチ
- navasana / ナバアサナ
- navy natural / ネイビー・ナチュラル
- Navy produce / ネイビープロデュース
- n.d.c. nom de code / エヌ・ディー・シー
- near.nippon / ニアーニッポン
- Needles / ニードルス
- NEIGHBORHOOD / ネイバーフッド
- NEIL BARRETT / ニール・バレット
- NENEKACHILE / ネネカシレ
- Né-net / ネ・ネット
- Neon / ネオン
- NEPENTHES / ネペンテス
- NESTA BRAND / ネスタブランド
- new balance / ニューバランス
- New Era / ニューエラ
- New Look / ニュールック
- NEXD / ネクスド
- NEXUS7 / ネクサスセブン
- NEWYORKER / ニューヨーカー
- NEW YORK HAT / ニューヨークハット
- NEW:Z / ヌーズ
- NGAP / エヌジーエーピー
- N.HOOLYWOOD / エヌハリウッド
  - N.HOOLYWOOD underwear / エヌハリウッドアンダーウェアー
- NICE CLAUP / ナイスクラップ
  - (one after another NICE CLAUP / ワンアフターアナザー ナイスクラップ)
  - (continuer de NICE CLAUP / コンティニュエ ド ナイスクラップ)
- NICE COLLECTIVE / ナイスコレクティブ
- Nicholas Kirkwood / ニコラス・カークウッド
- NICKY / ニッキー
- NICOLAS ANDREAS TARALIS / ニコラ・アンドレア・タラリス
- NICOLE / ニコル
  - NICOLE CLUB FOR MEN / ニコルクラブフォーメン
- Nicole Farhi / ニコル・ファーリ
- Nicole Miller / ニコル ミラー
- NIKE / ナイキ
- NIKE SB / ナイキエスビー
- niko and ... / ニコアンド
- nil admirari / ニル・アドミラリ
- nina mew / ニーナ・ミュウ
- NINA RICCI / ニナ・リッチ
- NINE / ナイン
- NINE RULAZ / ナインルーラーズ
- ninita / ニニータ
- NIR / ニーウ
- nitca / ニトカ
- nitraid / ナイトレイド
- NITRICH / ナイトリッチ
- nitrow / ナイトロウ
- NIX MFG / ニックスマニュファクチャリング
- Nixon / ニクソン
- No. 21 / ナンバートゥエンティワン
- NOBLE / ノーブル
- Nocta
- NO FEAR / ノーフィアー
- noglam / ノーグラム
- NO ID. / ノーアイディー
- NOIR / ノワール
- noir kei ninomiya/ ノワール　ケイニノミヤ
- NOLCA / ノルカ
- NOLLEY'S sophi / ノーリーズソフィー
- NŌMA / ノーマ
- NOMBRE IMPAIR / ノンブルアンベール
- NOM*D / ノムディ
- Nom de Guerre / ノムデゲール
- NOMMOC / ノモク
- nonnative / ノンネイティブ
- non-sens / ノンサンス
- NOOKA / ヌーカ
- noon / ヌーン
- no one else / ノーワンエルス
- no quiet / ノークワイエット
- NOR’EASTERLY / ノーイーストリー
- norikoike / ノリコイケ
- NORTH SHORE CHOCOLATE COMPANY / ノースショアチョコレートカンパニー
- North Star / ノーススター
- Norton / ノートン
- NOSH / ノッシ
- NOSH and CIMMON / ノッシアンドシモン
- Nostalism / ノスタリズム
- Notify / ノティファイ
- NOT SOLID/LIQUID / ノットソリッドスラッシュリキッド
- nouno / ノウノ
- Nouvelle Lemania / ヌーベル・レマニア
- NOVESPAZIO / ノーベスパジオ
- NOYHAIT / ノイハイト
- NOZOMI ISHIGURO / ノゾミイシグロ
  - NOZOMI ISHIGURO GOLD / ノゾミイシグロ・ゴールド
  - NOZOMI ISHIGURO Haute Couture / ノゾミイシグロ・オートクチュール
  - NOZOMI ISHIGURO white / ノゾミイシグロ・ホワイト
- NQ+ / エヌキュープラス
- nude:masahiko maruyama / ヌードマサヒコマルヤマ
- Nudie Jeans / ヌーディ・ジーンズ
- numb / ナム
- NUMBER (N)INE / ナンバーナイン
- NUMERO UNO / ヌメロ ウーノ
- Nuts / ナッツ
- nutsANDbones / ナッツアンドボーンズ

## O
- OAKLEY / オークリー
- OBASUKA / オバスカ
- Obelisk / オベリスク
- OBESITY AND SPEED / オベシティアンドスピード
- OBEY / オベイ
- occupy / オキュパイ
- OCEAN SIDE / オーシャンサイド
- OCTOPUS ARMY / オクトパスアーミー
- ODD-EVEN / オッドイーブン
- Odette e Odile / オデットエオディール
- odeur / オドゥール
- OFFICINE PANERAI / オフィチーネ・パネライ
- OFUON / オフオン
- OFF-WHITHE
- OKIRAKU / オキラク
- OKURA / オクラ
- OHNE TITEL / オーニ　ティテル
- OLD ENGLAND / オールドイングランド
- OLD NAVY / オールドネイビー
- OLIVE des OLIVE / オリーブ・デ・オリーブ
- Olivier Theyskens / オリビエ・ティスケンス
- OMEGA / オメガ
- OMNIGOD / オムニゴッド
- ONCE UPON A TIME / ワンス・アポン・ア・タイム
- O'NEILL / オニール
- one after another NICE CLAUP / ワンアフターアナザー ナイスクラップ
- ONE GRAVITY / ワングラビティ
- ONE True Saxon / ワントゥルーサクソン
- one*way / ワンワェイ
- ONITSUKA TIGER / オニツカタイガー
- onteks / オンテクス
- on the couch / オンザカウチ
- ON・YO・NE / オンヨネ
- OPAQUE.CLIP / オペークドットクリップ
- OPEN ARMS / オープンアームズ
- Optimystik / オプティミスティック
- Optitude / オプティチュード
- ORCIVAL / オーチバル
- or Glory / オアグローリー
- ORIALI / オリアーリ
- ORIAN / オリアン
- ORIENT / オリエント
- Original / オリジナル
- ORIS / オリス
- Orobianco / オーロビアンコ（オロビアンコ）
- Oscar de la Renta / オスカー・デ・ラ・レンタ
- OSHIMA REI / オオシマ・レイ
- OSHKOSH / オシュコシュ
  - OSHKOSH B’Gosh / オシュコシュ ビゴッシュ
- OSMOSIS / オズモーシス
- OSSA DENIMS / オッサデニム
- OSSA MONDO / オッサモンド
- other / アザー
- Other Colours Project / アザーカラーズ・プロジェクト
- OTO / オト
- ottod'Ame  / オットダム
- OURET / オーレット
- OUTDOOR / アウトドア
- OUTKAST / アウトキャスト
- OVER THE STRIPES / オーバーザストライプス
- OVER THE TWELVE / オーバーザトゥウェルブ
- Overland / オーバーランド
- OWL opticwarlock / オウル オプティックワーロック
- OZONO / オオゾノ
- OZNOts / オズノッツ
- OZOC / オゾック
- OZONE ROCKS / オゾンロックス

## P
- pacca pacca / パッカパッカ
- paco rabanne / パコ ラバンヌ
- PADRONE / パドローネ
- PAGEBOY / ページボーイ
- PAGELO / パジェロ
- Palais de Robe / パレドローブ
- PALLADIUM / パラディウム
- palmeramia
- Palm angels
- PALM / パーム
- Palme d'Or / パルムドール
- Palms & Labskie / パームスアンドラブスキー
- PAM / パム
- Pamela Mann / パメラマン
- Panama Hat / パナマハット
- Paola Frani / パオラ・フラーニ
  - PAOLA FRANI J. / パオラ・フラーニ・ジェイ
- PAOLO PECOLA / パオロペコラ
- paper chest / ペーパーチェスト
- Paper Denim & Croth / ペーパーデニムアンドクロス
- PAPP / パプ
- Paraboot / パラブーツ
- PARANOID / パラノイド
- Parasuco / パラスコ
- ParAvion / パラビオン
- PAR ICI / パーリッシィ
- PARIS / パリス
- Parker / パーカー
- Partina / パルティーナ
- PARTO SPORT / パルトスポーツ
- Pas de calais / パドカレ
- Paseos / パシオス
- PATAGONIA / パタゴニア
- PATEK PHILIPPE / パテック・フィリップ
- PATRIZIA PEPE / パトリツィア・ペペ
- PATRICK / パトリック
- patrick cox / パトリックコックス
- PATRICK STEPHAN / パトリック・ステファン
- PATTERN fiona / パターン フィオナ
- Patti / パティ
- PAUL FRANK / ポール・フランク
- Paul Harnden / ポールハーデン
- Pauline / ポーリーヌ
- PAUL&JOE / ポールアンドジョー
  - PAUL & JOE sister / ポール&ジョーシスター
- Paul Smith / ポール・スミス
  - Paul Smith JEANS / ポール・スミス・ジーンズ
- Paul Stuart / ポール・スチュアート
- Pauric Sweeny / ポーリックスウィーニー
- P.Cornillon / ピーコルニロン
- PEACE NOW / ピースナウ
- Peace Project / ピースプロジェクト
- PEAK'D YELLOW / ピークドイエロー
- PEEK-A-BOO / ピーカブー
- PEGASO / ペガソ
- pellepelle / ペレペレ
- PELSO / ペルーゾ
- PENALTY / ペナルティ
- PENELOPE / ペネロープ
- PEN FIELD / ペンフィールド
- PENNY BLACK / ペニー・ブラック
- Pepe Jeans / ペペ・ジーンズ
- PEPITA D'ORO / ペピータドロ
- Perle Peche / ペルルペッシュ
- Permoda
- PERON & PERON / ペロンペロン
- Persil / ペルシー
- PERSON'S FOR MEN / パーソンズ・フォー・メン
- PETAR PETROV / ペーターペトロフ
- Peter Jensen / ピーターイェンセン
- peter kit / ペーターキット
- PETIT BATEAU / プチバトー
- petit main / プティマイン
- PETRONIUS / ペトロニウス
- PF by PAOLA FRANI / ピーエッフェ・バイ・パオラ・フラーニ
- pharfaite / パルフェット
- -PHASE / バーフェイズ
- PHATEE / ファッティー
- PHAT FARM / ファットファーム
- Ph Blue / ペーハーブルー
- PHENOMENON / フェノメノン
- phenomenon beyond description / フェノメノンビヨンドディスクリプション
- PHERROW'S / フェローズ
- PHI / フィー
- PHIGVEL / フィグベル
- PHILIPPE STARCK / フィリップスタルク
- PHILOSOPHY DI ALBERTA FERRETTI / フィロソフィーアルベルタフェレッティー
- Phoebe / フィービー
- PHONO / フォノ
- PHYSALIS
- PIAGET / ピアジェ
- PIA SPORTS / ピアスポーツ
- Pierre Balmain / ピエール・バルマン
- PIERRE HARDY / ピエールアルディ
- PIKO / ピコ
- PINCEAU / パンソー
- pink adobe / ピンクアドべ
- PINK HOUSE / ピンクハウス
- PINK-latte / ピンクラテ
- PINKO / ピンコ
- Pinky & Dianne / ピンキーアンドダイアン
- Pinky Girls / ピンキーガールズ
- pinky wolman / ピンキーウォルマン
- Pippi / ピッピ
- Pixy Party / ピクシーパーティ
- PJ's Surf / ピージェーズ・サーフ
- Plage / プラージュ
- Place Plan / プレイスプラン
- PLAIN CLOTHING / プレーンクロージング
- Plantation / プランテーション
- Plaring / プラリン
- Platinum COMME ÇA（Platinum COMME CA） / プラチナ・コムサ
- PLATINUM FUBU / プラティナムフブ
- PLAYBOY / プレイボーイ
- PLAYFORD / プレイフォード
  - PLAYFORD EQUIPMENT / プレイフォードイクイップメント
- PLAYERZ 69 / プレイヤーズシックスティナイン
- PLAY-PLAY-PLAY / プレイプレイプレイ
- Pledge / プレッジ
- PLST / プラステ
- Plush&Lush / プラッシュアンドラッシュ
- PLUS ONE / プラスワン
- PNB Nation / ピーエヌビーネイション
- POINTER / ポインター
- pokit / ポキット
- Polarskate.co
- Poljot（ПОЛЕТ） / ポレオット
- POLICE / ポリス
- Pollin / ポーリン
- Polo Club / ポロクラブ
- POLO RALPH LAUREN / ポロラルフローレン
  - POLO JEANS / ポロジーンズ
  - POLO RUGBY / ポロ・ラグビー
- PONY / ポニー
- POOLSIDER / プールサイダー
- popular sperm show / ポピュラースパームショー
- PORSCHE DESIGN / ポルシェデザイン
- PORTER / ポーター
- POST / ポスト
- POST OVERALLS / ポストオーバーオールズ
- POU DOU DOU / プゥードゥドゥ
- pour la frime / プーラフリーム
- POWER TO THE PEOPLE / パワートゥーザピープル
- PPFM / ピーピーエフエム
- PPQ / ピーピーキュー
- PPrikorino / ピーピーリコリノ
- PRADA / プラダ
  - PRADA SPORT / プラダ・スポーツ
- PRAHA / プラハ
- Pray Hotel / プレイホテル
- PREEN / プリーン
  - PREEN BY THORNTON BREGAZZI / プリーン・ソーントン・ブルガッジ
- PREMIATA / プレミアータ
  - PREMIATA DONNA / プレミアータドンナ
  - PREMIATA WHITE / プレミアータホワイト
- PREMIERE / プルミエール
- present / プレゼント
- pricerite / プライベリテ
- PRIDE / プライド
- PRIGS / プリッグス
- PRIMA CLASSE / プリマクラッセ
- PRIO BLANCA / プリオブランカ
- PRIO ALEGRE / プリオアレグレ
- PRINGLE / プリングル
- PRODUCT / プロダクト
- Proenza Schouler / プロエンザスクーラー
- PROGRAM / プログラム
- project 1/6 / ロクブンノイチケイカク
- project SRES / プロジェクトエスアールエス
- PRO-Keds / プロケッズ
- PROPA GANDA / プロパガンダ
- PROPORTION BODY DRESSING / プロポーションボディドレッシング
- PROTOTYPE BY [MILOK] / プロトタイプ バイ ミロック
- Prova / プローヴァ
- Prps / ピーアールピーエス
- PRSPR / ピーアールエスピーアール
- PS Pictogram / ピーエス・ピクトグラム
- pual ce cin / ピュアルセシン
- PUBLIC IMAGE / パブリックイメージ
- PUCH / プフ
- PUERTA DEL SOL / プエルタデルソル
- PULSAR / パルサー
- PUMA / プーマ
  - PUMA BY MIHARA YASUHIRO / プーマ・バイ・ミハラヤスヒロ
- PUNK DRUNKERS / パンクドランカーズ
- PUPULA / ププラ
- Pure Playaz / ピュアプレイヤーズ
- PURKY / パーキー
- PUSH CONNECTION / プッシュ・コネクション
- PYJAMA CLOTHING / ピジャマクロージング
- PYNTORI / ピントーリ
- Pyrenex / ピレネックス

## Q
- Q / キュー
- q.b.a IORI / クーベーアー
- q.b.c / キュービーシー
- qiora / キオラ
- QiQi? Qiwi? / キィキィ?キィウィ?
- Qnine(9) / ナイン
- Qojelly / コジェリ
- Q-pot. / キューポット
- QS CULTURE / キューエスカルチャー
- QTOP / キュートゥーピー
- QUADRO / クアドロ
- qualite / カリテ
- quatre saisons / キャトル・セゾン
- Cue! / キュー
- QUEENS COURT / クイーンズコート
- QUENCH / クエンチ
- QUENCHLOUD / クエンチラウド
- Qui est la? / キエラ
- Quiet Noize / クワイエット・ノイズ
- Quiksilver / クイックシルバー
- quoi? quoi? / クワクワ
- QUINTY / クインティ

## R
- R13 / アールサーティーン
- RACAL / ラカル
- RADIALL / ラディアル
- RADO / ラドー
- rafē NEWYORK（rafe NEWYORK） / ラフェ・ニューヨーク
- RAF SIMONS / ラフ・シモンズ
  - RAF by RAF SIMONS / ラフ・バイ・ラフ・シモンズ
- Rag & Bone / ラグアンドボーン
- rage / レイジ
- RAGE BLUE / レイジブルー
  - RAGE BLUE DAILY STANDARD STYLE / レイジブルー デイリー スタンダード スタイル
- RAG MAMA RAG / ラグ・ママ・ラグ
- RAIKA / ライカ
- Raize stance / レジィスタンス（レジスタンス）
- RALPH LAUREN / ラルフ・ローレン
- RANDOM / ランダム
- RAMGER / レンジャー
- RANTIKI（乱痴気） / ランチキ
- RAOUL / ラウル
- Raphus cucu / ラフスクク
- RAP MUSICIAN / ラップミュージシャン
- RA-RE / ラーレ
- Rassurer POU DOU DOU / ラシュレ・プゥードゥドゥ
- RATS / ラッツ
- RATTLE TRAP / ラトルトラップ
- RAW FUDGE / ローファッジ
- Rawlings / ローリングス
- RAW POWER / ローパワー
- Ray-Ban / レイバン
- Ray BEAMS / レイビームス
- Ray Cassin / レイカズン
- Raymond Basquiat / レイモンドバスキア
- RD ROUGE DIAMANT / アールディー ルージュ ディアマン
- RE.ACT / リアクト
- READY STEADY GO! / レディステディゴー
- RealBvoice / リアルビーボイス
- REALFLEET MODEL / リアルフリートモデル
- REALISE / リアライズ
- REALRiSM / リアリズム
- Rebecca Minkoff / レベッカ・ミンコフ
- rebecca taylor / レベッカ・テイラー
- REBEL YELL / レベルエル
- Rebirth / リバース
- RECON / リーコン
- RED CARD / レッドカード
- RED CLOVER / レッドクローバー
- RED EAR / レッドイヤー
- RED SEAM / レッドシーム
- RED WING / レッドウィング
- REDYAZEL / レディアゼル
- Reebok / リーボック
  - Reebok × Hello Kitty / リーボック・ハローキティ
- Re:EDIT / リエディ
- Reem / リーム
- ReFLEcT / リフレクト
- rehacer / レアセル
- RehersalL / リハーズオール
- reina de casa / レイナ・デ・カサ
- relacher / ルラシェ
- Relume Jeans / レリューム ジーンズ 
  - JOURNAL STANDARD relume / ジャーナルスタンダード レリューム
- reluxe / リラックス
- REMI RELIEF / レミ・レリーフ
- REMOVAL by BRTHBREATH / リムーバルバイブレス
- REN / レン
- Renato Balestra / レナート・バレストラ
- renoma / レノマ
- REPLAY / リプレイ
- repetto / レペット
- Represent
- REQUIRE / リクワイア
- ....... RESEARCH / リサーチ
- RESISTANCE / レジスタンス
- RESONATE GOODENOUGH / リゾネイトグッドイナフ
- Respect / リスペクト
- RESTIR / リステア
- RETRO GIRL / レトロガール
- revarte / リバルテ
- Reverence / リバレンス
- Re:vival / リバイバル
- Revo / レヴォ
- revolver / リボルバー
- REVUE THOMMEN / レビュー・トーメン
- RHYME SINDIGATE / ライムシンディケイト（ライムシンジケート）
- RHYTHM FOOTWEAR / リズムフットウェア
- RICATTI / リカッティ
- RICCARDO TISCI / リカルド・ティッシ
- Riccimie NEW YORK / リッチミーニューヨーク
- rich / リッチ
- Richard Chai / リチャード・チャイ
- RICHMOND DENIM / リッチモンド
- Rick Owens / リックオウエンス
- Rickowens lilies / リックオウエンスリリーズ
- RICO / リコ
- rienda / リエンダ
- RIE*RIE / リエリエ
- RIKI TAKEUCHI / リキ・タケウチ
- ril:commune / リルコミューン
- RIMOWA / リモワ
- RING / リング
- R.I.P CLEAR / リップクリアー
- Ripndip
- ripvanwinkle / リップヴァンウィンクル
- RISK / リスク
- RITA JEANS TOKYO / リタジーンズトウキョウ
- Ritmo Latino / リトモラティーノ
- RITSUKO SHIRAHAMA / リツコシラハマ
- rivet and surge / リベット・アンド・サージ
- R JEANZ / アールジーンズ
- RK Oversease / アールケイ　オーバーシーズ
- RNA / アールエヌエー
- RNA MEDIA / アールエヌエーメディア
- RNA-N / アールエヌエーエヌ
- RNA SLANG / アールエヌエースラング
- RNA SWEAT / アールエヌエースウェット
- R.NEWBOLD / アール・ニューボールド
- roar / ロアー
- roarguns / ロアーガンズ
- Roba / ローバ
- ROBE / ローブ
- Roberta di Camerino / ロベルタ ディ カメリーノ
- ROBERT FRASER / ロバート・フレーザー
- ROBERT GELLER / ロバート・ゲラー
- Robert.P.Miller / ロバートピーミラー
- ROBERTO CAVALLI / ロベルト・カヴァッリ
- ROBERTO COLLINA / ロベルトコリーナ
- Roberto del Carlo / ロベルトデルカルロ
- ROBES&CONFECTIONS / ローブスコンフェクションズ
- ROCA WEAR / ロカウェア
- roccobarocco / ロッコバロッコ
- ROCHAS / ロシャス
- ROCKETS / ロケッツ
- ROCKERS DELIGHT / ロッカーズディライト
- ROCK HARD / ロックハード
- ROCKMOUNT / ロックマウント
- ROCKPORT / ロックポート
- Rock & Republic / ロックアンドリパブリック
- ROCKSMITH / ロックスミス
- Rocky Mountain Featherbed（RockyMountainFeatherBed） / ロッキーマウンテンフェザーベッド
- ROCOCO / ロココ
- ROC STAR / ロックスター
- RODEO CROWNS / ロデオ・クラウン
- ROE / アールオーイー
- Roen / ロエン
- ROGAN / ローガン
- ROGER DUBUIS / ロジェ・デュブイ
- ROGER VIVIER / ロジェヴィヴィエ
- ROGGYKEI / ロギーケイ
- ROHKA / ローカ
- ROLEX / ロレックス
- ROLLAND BERRY & RBC / ローランドベリー
- ROLLIN HARD / ローリンハード
- Romar Quee / ロマーク
- ROMEO GIGLI / ロメオ・ジリ
- Romeo y Julieta / ロミィジュリエッタ
- RONCATO / ロンカート
- RONDEBERRY / ロンドベリー
- ROPÉ（ROPE） / ロペ
- Ropé Picnic（Rope Picnic） / ロペピクニック
- ROPESAMBAS / ロープスアンバス
- ROSASEN / ロサーゼン
- ROSE BUD / ローズバット
- ROSSO / ロッソ
- Rosy hip / ロージーヒップ
- ROTA / ロータ
- ROTAR / ローター
- ROTARY GROUP / ロータリーグループ
- ROTTWEILER / ロットワイラー
- Rouge vif / ルージュ・ヴィフ
- ROUROU / ロウロウ
- ROXY / ロキシー
- ROYAL ARMANY / ロイヤル・アルマニー
- ROYALCAMP / ロイヤルキャンプ
- ROYAL CHIE / ロイヤルチエ
- ROYAL ORDER / ロイヤル・オーダー
- ROYAL PUSSY / ロイヤルプッシー
- RRL / ダブルアールエル
- ru / アールユー
- RuBy / ルビー
- RUDE BOY / ルードボーイ
- RUDE GALLERY / ルードギャラリー
- RUDE GALLERY BLACK REBEL / ルードギャラリーブラックレーベル
- RUDIES / ルーディーズ
- Rudolph Valentino / ルドルフ・ヴァレンチノ
- RUE DU MAIL / リュ・デュ・マイユ
- Ruehl No.925 / ルールナンバー925
- Ru*fa / ルゥファ
- RUFFO / ルッフォ
- RUFF RYDERS / ラフ・ライダーズ
- Rui Tashima / ルイ・タシマ
- RULER / ルーラー
- RUN ATHLETICS / ランアスレチックス
- RUNBIRD / ランバード
- RUPERT / ルパート
- RUSH HOUR / ラッシュアワー
- RUSSELL MOCCASIN / ラッセルモカシン
- russet / ラシット
- RUTHIE DAVIS / ルーシー・デイヴィス
- RVCA / ルーカ
- R WORX / アールワークス
- RYOKO KIKUCHI / リョウコキクチ
- RYZA / ライザ

## S
- S2W8 / エスツーダブルエイト
- S2VS / エスツーヴイエス
- sabase / サバーゼ
- SABATO / サバト
- SABBAT13 / サバトサーティーン
- SABIT / サビ
- SABLE CLUTCH / セーブルクラッチ
- sabotage / サボタージュ
- SABRE / セイバー
- Sacai / サカイ
- SACSNY Y'SACCS / サクスニー・イザック
- SADDLELITES / サドルライツ
- sage de cret / サージュデクレ
- SAGLiFE / サグライフ
- SAINT JAMES / セント・ジェームス
- Saint Laurent / サンローラン
- saintvêtement (saintv・tement) / サンベットモン
- sakayori / サカヨリ
- SALOMON / サロモン
- SALON / サロン
- Salvatore Ferragamo / サルヴァトーレ・フェラガモ
- Samansa Mos2｜サマンサ モスモス
  - Samansa Mos2 blue / サマンサモスモス ブルー
- SAMANTHA KINGZ / サマンサキングズ
- SAMANTHA SILVA / サマンサシルヴァ
- Samantha Thavasa / サマンサタバサ
- Samantha Tiara / サマンサティアラ
- SAM HASKINS / サムハスキンス
- SAMOR / サモール
- Samsonite / サムソナイト
- SANATORIUM / サナトリウム
- SANDERS / サンダース
- Sandinista / サンディニスタ
- Sandro / サンドロ
- SANDY DALAL / サンディ・ダラル
- SANTACROCE / サンタクローチェ
- santa fe / サンタフェ
- SANTASTIC! / サンタスティック
- Santoni / サントーニ
- SANYO / サンヨー
- SANYO YAMACHO（三陽山長） / サンヨウヤマチョウ
- Sara Battaglia / サラ・バターリア
- Sara Jones London / サラジョーンズ ロンドン
- saranam / サラナン
- SARCASTIC / サキャスティック
- SARTORE / サルトル
- SASAKI / ササキ
- SASSAFRAS / ササフラス
- SASQUATCHfabrix. / サスクワッチファブリックス
- SATAN ARBEIT / サタンアルバイト
- SATORU TANAKA / サトルタナカ
- satta / サッタ
- SAUCONY / サッカニー
- Savile Row / セヴィルロウ
- SAVOY CLOTHING / サボイクロージング
- SCANNER / スキャナー
- Scathach
- scene4 1/2 / シーン
- schedoni / スケドーニ
- SCHLUSSEL / シュリセル
- SCHNEIDER BOOTS / シュナイダーブーツ
- SCHOTT / ショット
- SCHWARZ ETIENNE / シュワルツ・エチエンヌ
- SCM-PROJECT / エスシーエム プロジェクト
- SCOTCH & SODA / スコッチアンドソーダ
- Scye / サイ
- S.D.C / エスディーシー
- SEA / シー
- Sean John / ショーン・ジョン
- sec / セック
- SECRETBASE / シークレットベース
- SEE BY CHLOE / シーバイクロエ
- seesway / シースウェイ
  - seesway satiate / シースウェイサティエイト
- Seichi
- SEIKO / セイコー
- selvedge / セルヴィッジ
- SEMBL / センブル
- Se ninon / セ・ニノン
- SENSE / センス
- SENSE OF PLACE / センス オブ プレイス
  - SENSE OF PLACE by URBAN RESEARCH / センス オブ プレイス バイ アーバンリサーチ
- sense of wonder / センス・オブ・ワンダー
- SERAPHIN / セラファン
- SERENITY.STILLMOMENT / セレニティースティルモーメント
- SERFONTAINE / セルフォンテイン
- SERGEANT SALUTE / サージェントサルート
- SERGIO ROSSI / セルジオ・ロッシ
  - SERGIO TACCHINI / セルジオ タッキーニ
- Sergio Valente / セルジオ・ヴァレンテ
- SESSUN / セッスン
- seta ichiro / セタイチロウ
- SEVENDAYS=SUNDAY / セブンデイズ サンデイ
- Seven for all mankind / セブンフォオールマンカインド
- SEVENTY FOUR / セブンティーフォー
- SEXPOT / セックスポット
- S'exprimer / セクスプリメ
- Shady / シェイディ
- SHAKE SHAKE / シェイクシェイク
- shama / シャマ
- SHANTii / シャンティ
- Shapel / シャペル
- SHAREEF / シャリーフ
- Sharon Wauchob / シャロンワコブ
- SHELLAC / シェラック
- Shel'tter ORIGINAL / シェルターオリジナル
- Shiesser / シーサー
- Shikica Tokyo / シキカ　トウキョウ
- SHINICHIRO ARAKAWA / シンイチロウ・アラカワ
- shiner / シャイナー
- Shinzone / シンゾーン
- Shipley & Halmos / シプリー＆ハルモス
- SHIPS / シップス
  - SHIPS for women / シップスフォーウィメン
  - SHIPS GENERAL SUPPLY / シップスジェネラルサプライ
  - SHIPS JET BLUE / シップスジェットブルー
  - SHIPS KIDS / シップスキッズ
  - ships little black / シップスリトルブラック
- shirts / シャツ
- shirts(wjk) / シャツ
- Shourouk / シュルック
- shuca GLOBALWORK / シュカ・グローバルワーク
- SIERA LEONE / シエラレオン
- SIERRA DESIGNS / シェラデザイン
- SiFURY / シフリー
- SIGERSON MORRISON / シガーソン・モリソン
- SILHOUETTE / シルエット
- SILAS / サイラス
- SILVANO LATTANZI / シルバノ・ランタンジ
- SILVANO MAZZA / シルバノ・マッツァ
- SILVANO SASSETTI / シルバノ・サセッティ
- Silver Lake / シルバーレーク
- SILVIO BETTERELLI / シルヴィオ・ベッテレッリ
- SIMON CARTER / サイモンカーター
- SIMPLE LIFE / シンプルライフ
- Simplicité  / サンプリシテ
- SIMPSON / シンプソン
- SINDEE / シンディー
- Sinn / ジン
- SIR BENNY MILES / サーベニーマイルズ
- SIR by Mawi / サー・バイ・モイ
- sisi / シシ
- Si-Si-Si / スースースー
- Sisley / シスレー
- Sissi Rossi / シシロッシ
- SISTERE / システレ
- SIERA LEONE by Gene / シエラ レオン バイ ジェネ
- Silver JEANS / シルバージーンズ
- SINACOVA / シナコバ
- Sinequanone / セイクアノン
- SIVA / シヴァ
- six by swear / シックスバイスウェア
- sixe / シックス
- SIX ELEVEN ONE / シックスイレブンワン
- SIXPACK / シックスパック
- SKAGEN / スカーゲン
- skinny minnie / スキニーミニー
- SKULL JEANS / スカルジーンズ
- SKULL SHIT / スカルシット
- SKYHi / スカイハイ
- SLADKY / スラドキー
- slant wise / スラントワイズ
- Slava（Cлава） / スラバ
- Sleep / スリープ
- sleeping forest / スリーピングフォレスト
- SLOBE IENA / スローブ イエナ
- SlowGun / スロウガン
- SLY / スライ
- SM2 / サマンサ モスモス
- SMACK ENGINEER / スマックエンジニア
- SmackyGlam / スマッキーグラム
- SMADDY / スマディー
- smart pink / スマートピンク
- smork / スモーク
- Smythson / スマイソン
- SNAFU / スナフー
- Snarl extra / スナールエクストラ
- Sneaker Freaker
- Sneakersnews
- Snidel / スナイデル
- SNIPEHEAD / スナイプヘッド
- SNipes
- Snip Snap / スニップスナップ
- Snoop Dogg / スヌープ・ドッグ
- SNOOPY / スヌーピー
- SO / ソー
- soak / ソーク
- SOAR / ソアー
- Soareak / ソアリーク
- SOE / ソーイ
- SOHK / ショック
- SOIL / ソイル
- SOIR / ソワール
- SOLATINA / ソラチナ
- Solberry / ソルベリー
- SOLE / ソーレ
- SOLEIL / ソレイユ
- SOLPRESA / ソルプレーサ
- SOMARTA / ソマルタ
- SOMÉT（SOMET） / ソメ
- SOMETHING / サムシング
- Sommo / ソンモ
- SONIA RYKIEL / ソニア・リキエル
- SONIC LAB / ソニックラブ
- Sonny Label / サニーレーベル
- sonoma / ソノマ
- SOOCHI / スーチィー
- SOPHIA KOKOSALAKI / ソフィア・ココサラキ
- Sophie Finzi / ソフィ・フィンジ
- SOPHNET. / ソフネット
- S.O.S fp / エスオーエス・エフピー
- SOUNDS GOOD / サウンズグッド
- Sov.(DOUBLE STANDARD CLOTHING) / ソブ
- Space Bug / スペースバグ
- SPAGA / スピーガ
- SPALDING / スポルディング
  - SPALDING BY Roen / スポルディングバイロエン
- SPECTACLE / スペクタクル
- SPECTRUM / スペクトラム
- SPEEDO / スピード
- SPELL BOUND / スペルバウンド
- Spencer Hart / スペンサーハート
- Spick ＆ Span / スピック アンド スパン
- SPIEWAK / スピーワック
- SPINGLE MOVE / スピングルムーブ
- Sportmax / スポーツマックス
- Spotted Horse / スポッテッド ホース
- Spread Hawk / スプレッドホーク
- springcourt / スプリングコート
- Sputnik / スプートニク
- SPX / エスピーエックス
- SQUARE / スクエア
- SQUEEZE OUT / スクイーズアウト
- Ssense
- SSUR / サー
- STALL / ストール
- Stampd' LA / スタンプドエルエー
- STANDARD CALIFORNIA / スタンダード カリフォルニア
- STANLEY BLACKER / スタンリー・ブラッカー
- STANLEY GUESS / スタンリー・ゲス
- Stanza in / スタンザイン
- staple / ステイプル
- STAYUPLATE / ステイアップレイト
- S.T. Dupont / エス・テー・デュポン
- STEFANO BEMER / ステファノベーメル
- STEFANOBIGI / ステファノビジ
- STEFANO BRANCHINI / ステファノ・ブランキーニ
- Stefano manO / ステファノマーノ
- STEFANO VALENTINO / ステファノ・バレンチノ
- STELLA McCARTNEY / ステラ・マッカートニー
- STEPHAN SCHNEIDER / ステファン・シュナイダー
- Stephanie / ステファニエ
- Steve Madden / スティーブ・メイデン
- STEVENSON OVERALL / スティーブンソンオーバーオール
- STIFF / スティッフ
- StilLas / スタイラス
- stillgreen / スティルグリーン
- STITCH / スティッチ
- Stitchs / スティッチーズ
- Stock X
- stodja / ストージャ
- stof / ストフ
- STOLEN GIRLFRIENDS CLUB / ストールン・ガールフレンズ・クラブ
- STONE ISLAND / ストーンアイランド
- STORAMA / ストラマ
- STRAWBERRY-FIELDS / ストロベリーフィールズ
- Stuart Weitzman / スチュワート・ワイツマン
- STUD HOMME / スタッドオム
- studio CLIP / スタディオ クリップ
- STUDIO D'ARTISAN / ステュディオ・ダ・ルチザン
- STUDIO ORIBE / スタジオオリベ
- STUDIO WATERFALL / スタジオウォーターフォール
- STUSSY / ステューシー
- style+confort / スティールエコンフォール
- Suave / スアーヴ
- Subciety / サブサエティ
- SUBFREAKIE / サブフリーキー
- SUBWARE / サブウェア
- SUFFER / サファー
- Sugar Cane / シュガー・ケーン
- Sugar Russh / シュガーラッシュ
- Sugar spoon / シュガースプーン
- SUICIDAL TENDENCIES / スイサダル・テンデンシーズ
- suicoke / スイコック
- suicommi underground / スイコミアンダーグラウンド
- Suikyo（粋狂） / スイキョウ
- SUIREN / スイレン
- SULIO / スリオ
- sunaokuwahara / スナオクワハラ
- SunaUna / スーナウーナ
- STUNNING LURE / スタンニングルアー
- SUNO / スノ
- Sunsa / サンサ
- SUNSEA / サンシー
- SUNSPEL / サンスペル
- Sun Surf / サン・サーフ
- SUPER / スーパー
- SUPERFINE / スーパーファイン
- SUPER HAKKA / スーパーハッカ
- Superior / スペリオール
- SUPERIOR MIND
- SUPER LOVERS / スーパーラヴァーズ
- SUPERSTAR / スーパースター
- SUPREME / シュプリーム
- Surface to Air / サーフェストゥエア
- SURPASS / サーパス
- SUSAN BIJL / スーザンベル
- SUTOR MANTELLASSI / ストール・マンテラッシ
- SUUNTO / スント
- suzuki takayuki / スズキタカユキ
- SVOLME / スボルメ
- SWAGGER / スワッガー
- swank / スワンク
- Swanzy / スワンジー
- swatch / スウォッチ
- SWATi / スワティ
- SWEAR / スウェア
- SWEET YEARS / スウィート・イヤーズ
- SWIMMER / スイマー
- SWM / エスダブリュウエム
- SWORD FISH / ソードフィッシュ
- synchronicity / シンクロニシティ

## T
- T-19 / ティーナインティーン
- TABITA / タビタ
- Tabitha Simmons / タビサ・シモンズ
- tabloid news / タブロイドニュース
- TAG Heuer / タグ・ホイヤー
- taishi nobukuni / タイシノブクニ
- TAKAKURAZOME（高蔵染） / タカクラゾメ
- TAKAMICHI KUMAZAKI / タカミチクマザキ
- TAKEO KIKUCHI / タケオキクチ
- TAKEO NISHIDA / タケオニシダ
- TAKEZO TOYOGUCHI / タケゾー・トヨグチ
- TAKUMI HATAKEYAMA / タクミ・ハタケヤマ
- TALKING ABOUT THE ABSTRACTION / トーキング　アバウト　ザ　アブストラクション
- Talor Toyo（テーラー東洋） / テーラートーヨー
- tamao / タマオ
- Tand3m / タンデム
- TANINO CRISCI / タニノ・クリスチー
- tao COMME des GARÇONS（tao COMME des GARCONS） / タオ・コム・デ・ギャルソン
- TARNISH & TWIST / ターニッシュアンドツイスト
- TASHI / タシ
- TATAMI / タタミ
- TATRAS / タトラス
- TAVERNITI SO JEANS / タヴァニティ・ソー・ジーンズ
- Taylor Design / テイラーデザイン
- TEAM MESSAGE / チームメッセージ
- Te chichi / テチチ
- TECHNOS / テクノス
- Technomarine
- TEDMAN / テッドマン
- Tee Dee / ティーディー
- tee-hee / ティーヒー
- tee Lisa / ティーリサ
- TENDERLOIN / テンダーロイン
- TEN-EIGHT / テンエイト
- TENORAS / ティノラス
- TERESA YUKIKO YAMASHITA / テレザ・ユキコ・ヤマシタ
- TERRA PLANA / テラプラナ
- Terrem / テレム
- TÊTE HOMME（TETE HOMME） / テットオム
- tetei / テテイ
- Thakoon / タクーン
- THC / ティーエイチシー
- thCbn / ティーエイチシー
- T・H・D La maison / テ・アシュ・デ・ラ・メゾン
- THEATER8 / シアターエイト
- THEATRE COSTUME HISTORY / シアター・コスチューム・ヒストリー
- THEATRE PRODUCTS / シアタープロダクツ
- THE BACKDROP / バックドロップ
- The Brooklyn Circus / ブルックリンサーカス
- THE C / ザ・シー
- The Dayz tokyo / ザ デイズ トウキョウ
- The DUFFER of ST.GEORGE / ザ・ダファー・オブ・セントジョージ
- The Dress & Co. HIDEAKI SAKAGUCHI / ザ・ドレス・アンド・コー・ヒデアキ・サカグチ
- The Elder Statesman / ジ・エルダー・ステイトマン
- Thee Hysteric XXX / ジィ・ヒステリック・トリプルエックス
- Thee OLD CIRCUS / ジ・オールド・サーカス
- THE FLAT HEAD / フラットヘッド
- THE ILLEST / イリースト
- THE IMAGINARY FOUNDATION / イマジナリーファンデーション
- THE KISS / ザ・キッス
- The Kooples / ザ・クープルズ
- The Local Firm / ザ・ローカルファーム
- THE MASK / マスク
- The mongolianchoppsss / モンゴリアンチャップスデザイン
- THE NORTH FACE / ザ・ノース・フェイス
  - THE NORTH FACE×Taylor design / ザ・ノース・フェイス×テイラーデザイン
- theory / セオリー
- Theory luxe / セオリーリュクス
- THE SCOTCH HOUSE / ザ・スコッチハウス
- THE SHOP TK MIXPICE / ザ ショップ ティーケー ミクスパイス
- THE SMOCK SHOP / スモックショップ
- The Stylist Japan / ザスタイリストジャパン
- THE TWELVE / ザ・トゥエルヴ
- The Viridi-anne / ザ・ヴィリジアン
- Theyskens' Theory / ティスケンス セオリー
- Thierry Mugler / ティエリー・ミュグレー
- THOMAS PINK / トーマス・ピンク
- THOM BROWNE / トムブラウン
- THOUSAND LEAVES / サウザンドリーブス
- THRASHER / スラッシャー
- THRDLUCK / サードラック
- THREE AS FOUR / スリーアズフォー
- THREE BLIND MICE / スリーブラインドマイス
- three dots / スリードッツ
- THREE OLD CIRCUS / スリーオールドサーカス
- THROB by throb / スラブ・バイ・スラブ
- THROW-ON / スロウオン
- THUG LIFE / サグライフ
- TIE YOUR TIE / タイユアタイ
- TIFFANY&Co. / ティファニー
- TIGORA / ティゴラ
- TIGRE BROCANTE / ティグルブロカンテ
- TILA MARCH / ティラマーチ
- till / ティル
- TILT / ティルト
- TIM CAMPI / ティム・キャンピー
- Tim Hamilton / ティムハミルトン
- Timberland / ティンバーランド
- TIMEX / タイメックス
- TIMOTHY EVEREST / ティモシーエベレスト
- TINA KALIVAS / ティナ・カリバス
- tinkpink / ティンクピンク
- tiptoe / ティプトー
- TISSOT / ティソ
- titivate scatty / ティティベイト　スキャティ
- titty&Co. / ティティーアンドコー
- TK / ティーケー
  - THE SHOP TK / ザ ショップ ティーケー
  - THE SHOP TK MIXPICE / ザ ショップ ティーケー ミクスパイス
- tlab / ティーラボ
- TLC / テンダーラビンケア
- T-LINE ROSASEN / ティーライン・ロサーゼン
- TMT / ティーエムティー
- TNTS / テンテス
- TO / トゥ
- To b. by agnès b. / トゥービー バイ アニエスベー
- TO BE CHIC / トゥービーシック
- TOCCA / トッカ
- tocco closet / トッコクローゼット
- TO&CO. / トゥーアンドコー
- TOD'S / トッズ
- TOGA / トーガ
- toha / トワ
- TOhRCH SELECT / トーチセレクト
- TOILET / トイレット
- TOKISHIRAZU（時しらず） / トキシラズ
  - TOKISHIRAZU CULTURE（時しらずCULTURE） / トキシラズカルチャー
- TO KI TO / トキト
- TOKUKO 1er VOL / トクコ・プルミエヴォル
- TOKYO CULTUART by BEAMS / トウキョウカルチャートバイビームス
- Tokyo Disneyland / トウキョウ　ディズニーランド
- TOKYO EXTRA GRADE / トウキョウ・エクストラ・グレイド
- TOKYO RIPPER / トウキョウ・リッパー
- TOLLFREE / トールフリー
- TOM BINNS / トムビンズ
- TOM FORD / トム・フォード
- TOMMY / トミー
- TOMMY HILFIGER / トミーヒルフィガー
  - TOMMY GIRL / トミーガール
- Tommy Nutter / トミー・ナッター
- TOMOE ISHIKAWA / トモエ・イシカワ
- TOMORROWLAND / トゥモローランド
  - TOMORROWLAND tricot / トゥモローランド トリコ
- TOM REBL / トム・レヴェル
- TOMS / トムズ
- TONITE / トゥナイト
- TONO / トノ
- TOO LATE / トゥ レイト
- TOOLS / ツゥールズ
- TOOT / トゥート
- TOPSHOP / トップショップ
- TOPSY TURVY / トップシィ・ターヴィ
- TORNADO MART / トルネードマート
  - TORNADO MART FEMME / トルネードマートファム
- TOROY / トロイ
- TORRAZZO DONNA / トラッツォ・ドンナ（トラッゾドンナ）
- TORY BURCH / トリー・バーチ
- Toscana / トスカーナ
- TOTALCOMMUNICATE / トータルコミュニケート
- TOUGH / タフ
- tout a coup / トゥ・ア・クー
- Town&Country / タウンアンドカントリー
- TOXIC STAR / タクシックスター
- Trackstar / トラックスター
- transaction / トランザクション
- TRANS CONTINENTS / トランスコンチネンツ
- TRANSFORM / トランスフォーム
- TRANSPORT / トランスポート
- TRANS WORK / トランスワーク
- TRAUMEN / トゥロウメン
- TRES / トレ
- TRIBAL / トライバル
- Trickers / トリッカーズ
- TRICKorTREAT / トリックオアトリート
- tricot COMME des GARÇONS（tricot COMME des GARCONS） / トリコ・コム・デ・ギャルソン
- Triple A / トリプルエー
- trippen / トリッペン
- Tripp NYC / トリップニューヨークシティ
- TRIPTYCH / トリプティック
- TRISECT / トライセクト
- TRIVIA / トリビア
- TroisO / トロワゾ
- TROUPER / トルーパー
- TROVATA / トロヴァータ
- TROVE / トローヴ
- TRUE RELIGION / トゥルーレリジョン
- TRUE.
- TRUNK / トランク
- TRUNKSHOW / トランクショー
- TRUSSARDI / トラサルディ
- TRYGOD / トライゴッド
- TSE / セイ
- TSUBI / ツビ
- TSUBO / ツボ
- TSUMORI CHISATO / ツモリチサト
- tsumori chisato CARRY / ツモリチサトキャリー
- Tudor / チュードル
- T.U.K. SHOES / ティーユーケーシューズ
- TUMI / トゥミ
- tutaée（傳tutaée） / ツタエ
- Tutima / チュティマ
- TWEEDMILL / ツイードミル
- Twelve by Twelve / トゥエルブバイトゥエルブ
- Twenty8Twelve by s.miller / トゥエンティー エイト トゥエルブ バイ エス・ミラー
- TWENTY FIVE / トゥエンティファイブ
- two tom / トゥートム
- twopeace / ツーピース
- t.yamai paris / ティ・ヤマイ・パリ
- tyanaphysis / チュナピュシス
- Typer

## U
- UARM / ユーアーム
- UBIQ / ユービック
- U by Ungaro / ユーバイウンガロ
- UCS / ユーシーエス
- UGG / アグ
- UGLY / アグリー
- Ugo Cacciatori / ウーゴカッチャトーリ
- UGP / ユージーピー
- UK CARHARTT / ユーケーカーハート
- ultra-violence / アルトラ・バイオレンス
- ULYSSE NARDIN / ユリスナルダン
- UMBRO / アンブロ
- UMBRO BY KIM JONES / アンブロバイ・キム・ジョーンズ
- UNBILICAL / エンブレム
- undecorated MAN / アンデコレイテッド・マン
- UNDEFEATED / アンディフィーテッド
- UNDER ARMOUR / アンダーアーマー
- UNDER CASTLE / アンダーキャッスル
- UNDERCOVER / アンダーカバー
- UNDERCOVER KIDS / アンダーカバーキッズ
- UNDERCURRENT / アンダーカレント
- Undergold
- UNDRCRWN / アンダークラウン
- Ungrid / アングリッド
- UNIFUL / ユニフル
- UNION STATION / ユニオンステーション
- UNIQLO / ユニクロ
- UNIS / ユニス
- UNITED ARROWS / ユナイテッドアローズ
  - a day in the life UNITED ARROWS / アデイインザライフユナイテッドアローズ
  - UNITED ARROWS green label relaxing / ユナイテッドアローズ グリーンレーベルリラクシング
  - WORK FOR HOLIDAY UNITED ARROWS / ワークフォーホリデイユナイテッドアローズ
- united bamboo / ユナイテッドバンブー
- UNITED TOKYO / ユナイテッドトウキョ
- UNIVERSAL GENÈVE（UNIVERSAL GENEVE） / ユニバーサル・ジュネーブ
- UNIVERSAL FREAK'S / ユニバーサルフリークス
- UNLIMITEDSIFR / アンリミテッドスィフル
- unnon / アンノン
- unobilie / ウノビリエ
- un plus un / アン・プリュス・アン
- UNRIVALED / アンライバルド
- UNSEAKY / アンシーキー
- UNSQUEAKY / アンスクウィーキー
- UNTITLED / アンタイトル
- UNTITLED MEN / アンタイトルメン
- UNTOLD / アントールド
- UNUSED / アンユーズド
- U.P renoma / ユーピー・レノマ
- UPSTART / アップスタート
- uptight / アップタイト
- ur's / ユアーズ
- UrbanOutfitters / アーバンアウトフィッターズ
- URBAN RESEARCH / アーバンリサーチ
  - URBAN RESEARCH DOORS / アーバン リサーチ ドアーズ
  - URBAN RESEARCH ITEMS / アーバンリサーチアイテムズ
  - UR Lab. / アーバンリサーチラボ
- Useless / ユースレス
- Useless wjk / ユースレス ダブルジェイケイ
- U.S NAVAL / ユーエスネーバル

## V
- V / ブイ
- vabelogue / ヴァベローグ
- VABENE / ヴァベーネ
- VACHERON CONSTANTIN / ヴァシュロン・コンスタンタン
- VAGARY / ヴァガリー
- VAGIIE SPORT / バジエスポーツ
- Vaivia / ヴァイヴィア
- Valentine Gauthier / ヴァランティーヌ・ゴーチェ
- VALENTINI / ヴァレンティーニ
- Valentino / ヴァレンティノ
- VALKURE / ヴァルクーレ
- Vanana / バナナ
  - Vanana silver label / バナナシルバーレーベル
- Van Cleef & Arpels / ヴァン・クリーフ・アンド・アーペル
- VANDALIZE / ヴァンダライズ
- VANQUISH / ヴァンキッシュ
- VAN Jacket / ヴァンヂャケット
- VANS / バンズ
- VANSON / バンソン
- Vansty / ヴァンスティ
- VANS VAULT / バンズ ボルト
- VAPORIZE / ヴェイパライズ
- Varde77 / バルデセブンティセブン
- VARENTINE / ヴァレンティーン
- Varosh / ヴァロッシュ
- VASILIEVA / ヴァシリエヴァ
- VATLED / バットレッド
- VAUDE / ファウデ
- Valextra / ヴァレクストラ
- Velnica / ヴェルニカ
- velvet / ベルベット
- Velvet Lounge / ヴェルヴェットラウンジ
- VENCE share style / ヴァンス シェアスタイル
- VENENO
- VENT D'EST / ヴァンデスト
- VENTURA / ベンチュラ
- Verginia / ヴァージニア
- Vera Wang / ヴェラ・ウォン
- VERNICE / ヴェルニーチェ
- VERONIQUE BRANQUINHO / ヴェロニク・ブランキーノ
- VERONIQUE LEROY / ヴェロニク・ルロワ
- Verope / ヴェロープ
- VERSACE / ヴェルサーチ
  - VERSACE CLASSIC / ヴェルサーチ・クラシック
  - VERSACE COLLECTION / ヴェルサーチ・コレクション
  - VERSACE JEANS COUTURE / ヴェルサーチ・ジーンズ・クチュール
  - VERSACE SPORT / ヴェルサーチ・スポーツ
- VERSUS / ヴェルサス
- VERTREK / フェルトレック
- VERYNERD / ベリーナード
- VESTIBULE / ヴェスティビュール
- Viaggio Blu / ビアッジョブルー
- Via Repubblica / ヴィア・リパブリカ
- VIBGYOR / ビブジョー
- vibram / ビブラム
- VICINI / ヴィッチーニ
- VICIOUS FLAVOR / ヴィシャスフレーバー
- VICKY / ビッキー
- VICTIM / ヴィクティム
- VICTIM VIXEN VICTOR / ヴィクティムヴィクセンヴィクトール
- VICTORINOX / ビクトリノックス
- VIDA＋ / ヴィーダプラス
- Vida=Feliz / ヴィーダフェリス
- Vika Gazinskaya / ヴィカ・ガジンスカヤ
- VIKTOR&ROLF / ヴィクター・アンド・ロルフ
- Ville dazur / ビルダジュール
- Vince / ビンス
- VINTAGE 55 / ヴィンテージ・フィフティファイブ
- vinterks / ヴィンタークス
- VINTI ANDREWS / ヴィンティアンドリュース
- VINVERT / バンベール
- Violet Hánger（Violet Hanger） / バイオレットハンガー
- Vionnet / ヴィオネ
- VIRGINIE CASTAWAY / ヴァルジニーキャスタウェイ
- VIRGO / ヴァルゴ
- VIS / ビス
- Vis Burrough / ヴィズバロウ
- VISUAL REPORTS / ヴィジュアル リポーツ
- VISVIM / ヴィスヴィム
- VITAMIN POWERS FACTORY / ビタミンパワーズファクトリー
- VIVA YOU / ビバユー
- Vivienne Tam / ヴィヴィアン・タム
- Vivienne Westwood / ヴィヴィアン・ウエストウッド
  - Vivienne Westwood MAN / ヴィヴィアン・ウエストウッド・マン
- VIVIFY / ビビファイ
- VOICEMAIL / ヴォイスメール
- VOKAL / ヴォカル
- VOLCOM / ヴォルコム
- VOLK by ojaga design / フォルクバイオジャガデザイン
- Von Dutch / ボンダッチ
- Volar / ボラール
- Vostok（Восток） / ボストーク
- Votan Tokyo / ヴォタントーキョー
- Vulture / バルチャー
- VUMPS / ヴァンプス

## W
- - W. - / ダブリュー
- WAKANA KOIKE / ワカナコイケ
- WACKO MARIA / ワコマリア
- Waltham Watch Company / ウォルサム
- Walter Van Beirendonck / ウォルター・ヴァン・ベイレンドンク
- WAREHOUSE / ウェアハウス
- WARRIOR SHOES
- Waste(twice) / ウェストトゥワイス（ウエイストトワイス）
- WAYRG / ワイアールジー
- WALLA WALLA SPORT / ワラワラスポーツ
- Wellbeing / ウェルビーイング
- Wallis / ウォリス
- WALTER VAN BEIRENDONCK / ウォルターヴァンベイレンドンク
- w closet / ダブルクローゼット
- W DOT / ダブルドット
- weac. / ウィーク
- Wesco / ウエスコ
- WEST WEAR / ウェストウェア
- Wendine / ウエンディーネ
- Wendy&jim / ウェンディーアンドジム
- Wendy's & foot the coacher / ウェンディズアンドフットザコーチャー
- WESC / ウィーエスシー
- What Goes Around Comes Around (WGACA) / ワット・ゴーズ・アラウンド・カムズ・アラウンド
- WHEREABOUTS / ウェアラバウツ
- Whistles / ウィッスルズ
- WHITE / ホワイト
- WHITEHOUSE COX / ホワイトハウスコックス
- WHITE LINE / ホワイトライン
- WHITE MOUNTAINEERING / ホワイトマウンテニアリング
- whiz / ウィズ
- Whyred / ワイレッド
- WILDTHINGS / ワイルドシングス
- WILLIAM WALLES / ウィリアム・ウォレス
- WILLSELECTION / ウィルセレクション
- wilson / ウィルソン
- WIM NEELS / ウィムニールス
- Win&Sons / ウィンアンドサンズ
- WIRED / ワイアード
- Wizzard / ウィザード
- wjk / ダブルジェイケイ
- wjk DIADORA / ダブルジェイケイ・ディアドラ
- wjk jeans / ダブルジェイケイ・ジーンズ
- WJKW / ダブルジェイケイダブル
- WOLVERINE / ウルヴァリン
- WOLVO / ウォルボ
- WONDER EIGHT / ワンダーエイト
- wonderland / ワンダーランド
- WOODLUM / ウッドラム
- WOOD WOOD / ウッドウッド
- WOOLRICH / ウールリッチ
- WOOLRICH WOOLEN MILLS / ウールリッチウーレンミルズ
- WOO YOUNG MI / ウーヨンミ
- WORLD WIDE LOVE / ワールドワイドラブ
- Worn By / ウォーンバイ
- Wpc. / ダブルピーシー
- WR / ダブルアール
- Wrangler / ラングラー
- Wrangler PREMIUM LINE / ラングラープレミアムライン
- writtenafterwards / リトゥンアフターワーズ
- W)taps / ダブルタップス
- wundou / ウンドウ

## X
- Xampagne / シャンパン
- XESCAPE / ゼスケープ
- xg / エックスジー
- X-girl / エックスガール
- X-girl Stages / エックスガール ステージス
- X-Large / エクストラ・ラージ
- XOXO / キスキス/エックスオーエックスオー

## Y
- Y-3 / ワイスリー
- YAB-YUM / ヤブヤム
- YAECA / ヤエカ
- yage / ヤヘイ
- YAK PAK / ヤックパック
- yangany / ヤンガニー
- YANKO / ヤンコ
- YANUK / ヤヌーク
- yaponskii / ヤポンスキー
- Yasue Carter / ヤスエカーター
- Yasuyuki Ishii / ヤスユキ・イシイ
- YEAH RIGHT! / イェーライト
- yellaw / イエロー
- YeLLOW CORN / イエローコーン
- YELLOW RUBY / イエロールビー
- YENJEANS / エンジーンズ
- YEMA / イエマ
- YEVS / イーブス
- YIN / イン
- YINGFA / インファー
- YLANG YLANG / イランイラン
- ylicht / リヒト
- ylts / イルツ
- YMC / ワイエムシー
- Yoda Hidemi / ヨダ・ヒデミ
- YOICHI NAGASAWA / ヨウイチナガサワ
- YOKANG / ヨーカン
- YOKO D'OR / ヨーコ・ドール
- YONEX / ヨネックス
- YOSHiKO☆CREATiON PARiS / ヨシコクリエーションパリズ
- YOSHINORI KOTAKE / ヨシノリコタケ
- yoshio kubo / ヨシオクボ
- YOSHIYUKI KONISHI / ヨシユキ・コニシ
- YOHAN SERFATY / ヨハン・セルファティ（ヨハン・サファティ）
- Yohji Yamamoto / ヨウジ・ヤマモト
- Y's / ワイズ
- Yuge / ユージュ
- YUJI MIURA / ユージミウラ
- YUJI YAMADA / ユージヤマダ
- Yukiko Hanai / ユキコハナイ
- YUKI TORII INTERNATIONAL / ユキ トリヰ・インターナショナル
- yuks / ユクス
- YUMA KOSHINO / ユマコシノ
- YUMI KATSURA / ユミ・カツラ
- YURULI / ユルリ
- Yves Saint Laurent / イヴ・サンローラン
- Yves Saint Laurent rive gauche / イヴ・サンローラン・リヴゴーシュ

## Z
- Zac Posen / ザック・ポーゼン
- Zadig&Voltaire / ザディグエヴォルテール
- ZAKURA / ザクラ
- Zale / ゼール
- Zamani / ザマーニ
- zampa / ザンパ
- ZANELLATO / ザネラート
- ZANOBETTI / ザノベッティー
- ZANONE / ザノーネ
- ZARA / ザラ
  - ZARA BASIC / ザラベーシック
  - ZARA KNIT / ザラ ニット
  - ZARA MAN / ザラマン
  - ZARA TRF / ザラ トラファ
  - ZARA WOMAN / ザラウーマン
- ZARZARROSA / サルサロッサ
- ZAZI / ザジ
- Z-BRAND / ジーブランド
- W DOT / ダブルドット
- ZEMI LUXE / ゼミ・リュクス
- ZENITH / ゼニス
- ZEN（禅） / ゼン
- ZENO / ゼノ
- ZENO-WATCH / ゼノ・ウォッチ
- ZER / ゼットイーアール
- ZERO HALLIBURTON / ゼロハリバートン
- ZHEART / ゼハート
- ZICUE SELECT / ジクーセレクト
- ZIGSAW / ジグソー
- ZiL / ジル
- zinco / ジンコ
- ZIN KATO / ジンカトウ
- Zintala / ジンターラ
- ZIPPO / ジッポー
- ZOCALO / ソカロ
- ZODIAC / ゾディアック
- Zoff / ゾフ
- ZOKE / ゾッコウ
- ZOO YORK / ズーヨーク
- Zolando
- ZOOL / ズール
- ZOPPINI / ゾッピーニ
- ZORAIDE / ゾライデ
- ZOY / ゾーイ
- ZUCCa / ズッカ
- ZulupaPUWA / ズルパプワ
- ZUNBANA / ズンバナ
- ZYGORD / ザイゴード